# Berliner Stadtgüter
Die Berliner Stadtgüter GmbH ist eine deutsche Immobiliengesellschaft des Landes Berlin. Zu den zentralen Aufgaben zählen die Bewirtschaftung der landeseigenen Stadtgutflächen im benachbarten Land Brandenburg, die Aufwertung bebauter und unbebauter Grundstücke, die Altlastensanierung und die Vermarktung von Grundstücken. Das Unternehmen wurde im Jahr 2008 neu gegründet, nachdem es bereits zwischen 1922 und 1935 eine gleichnamige Gesellschaft der Stadt Berlin gab, aus der sie nach vielfachen Veränderungen hervorgegangen ist.

## Anfänge der Berliner Stadtgüter
Die rasche Zunahme der Bevölkerung ab Mitte des 19. Jahrhunderts und die damit verbundene städtische Entwicklung veranlassten die Stadt Berlin, eine flächendeckende Kanalisation mit Abwasserklärung zu bauen. Die Stadtverwaltung entschied sich schließlich für die Verrieselung des Abwassers auf eigens dafür hergerichteten Flächen, den Rieselfeldern. Für den Kauf dieser Flächen rund um das damalige Stadtgebiet gab es am 16. März 1873 den entscheidenden Stadtverordnetenbeschluss. Am 14. Juli 1874 trat auch die Polizeiordnung betreffend die Kanalisierung der Stadt Berlin in Kraft, die besagte, dass „jedes bebaute Grundstück an einer mit unterirdischer Entwässerungsanlage versehenen Straße an das Straßenrohr (Straßenkanal) anzuschließen“ ist, was bedeutete, dass enorme Flächen benötigt wurden, sollten die Exkremente aller Anwohner auf ihnen verrieselt werden (ein Hektar für 250 Einwohner).

Die Charlottenburger Rieselfelder in Gatow sowie die Kanalisation der Stadt um 1900

Im Jahr 1874 begann die Stadt Berlin dann auch mit dem Kauf von Flächen vor allem nördlich und südlich der Stadt. Als erste wurden die Rittergüter Osdorf und Friederikenhof gekauft, 1875 folgten dann die Güter Falkenberg und Bürknersfelde. Da sich die Verrieselung als Klärmethode bewährte, begannen auch die umliegenden Gemeinden, eine Kanalisation mit anschließenden Rieselfeldern zu bauen. Als erste Gemeinde kaufte Charlottenburg im Jahr 1886 Ländereien in den Gemarkungen Gatow, Seeburg, Spandau, Staaken und Groß Glienicke, die später das Rieselfeld Carolinenhöhe bildeten.
Doch nicht nur zur Verrieselung kaufte Berlin Flächen, die später unter der Verwaltung der Stadtgüter standen, auch für die Müllabfuhr (Pinnow, Spreenhagen), für die im Jahr 1924 vom Magistrat beschlossene Obdachreform (Ribbeckshorst, Joachimshof-Vogtsbrügge), die Schaffung und Erweiterung eines Wald- und Wiesengürtels (z. B. Wuhlheide, Grunewald, Schönwalde, Buch …), für die Stadterweiterung (Düppel, Britz, Biesdorf) und zur Bodenpreisregulierung wurden Flächen erworben. Sämtliche Flächen wurden von 1886 bis 1920 von der Deputation für Kanalisationswerke und Güter Berlins verwaltet und bewirtschaftet. Auch in dieser Betriebsbezeichnung zeigte sich die Zusammengehörigkeit der Stadtgüter zur Kanalisation, die erst im Jahr 1920 gelöst werden sollte.

## Jahrhundertwende bis 1945

### Deputation Kanalisationswerke und Güter Berlins
Da das Abwasser noch viele Nährstoffe enthielt, wurden die hauptsächlich leichten Sandböden der Rieselfelder gut gedüngt und der Anbau landwirtschaftlicher Kulturen wurde auf ihnen möglich. Als erfolgreiche Kultur erwies sich dabei das Rieselgras, das zwar mehrere Schnitte pro Jahr erlaubte, aber nur wenig einbrachte. So wurden unter hohem Arbeitsaufwand auch Gemüse und Halmfrüchte angebaut, die mehr Pflege verlangten als das Gras und ebenfalls wenig wirtschaftlich waren. Da die Stadtgüter als Schlussglied in der Reinigungskette des Abwassers gesehen wurden und nicht als eigenständige Betriebe mit dem Zweck der Nahrungsmittelproduktion, war ihre Maschinenausstattung schlecht, es gab lediglich Dreschsätze und Mähmaschinen. Außerdem war ein Einsatz von Maschinen auf den kleinen Rieselfeldtafeln schwierig. Selbst der Einsatz von Ochsen bewährte sich nicht, da sie nicht wendig genug waren, so wurden Pferde vorgezogen.

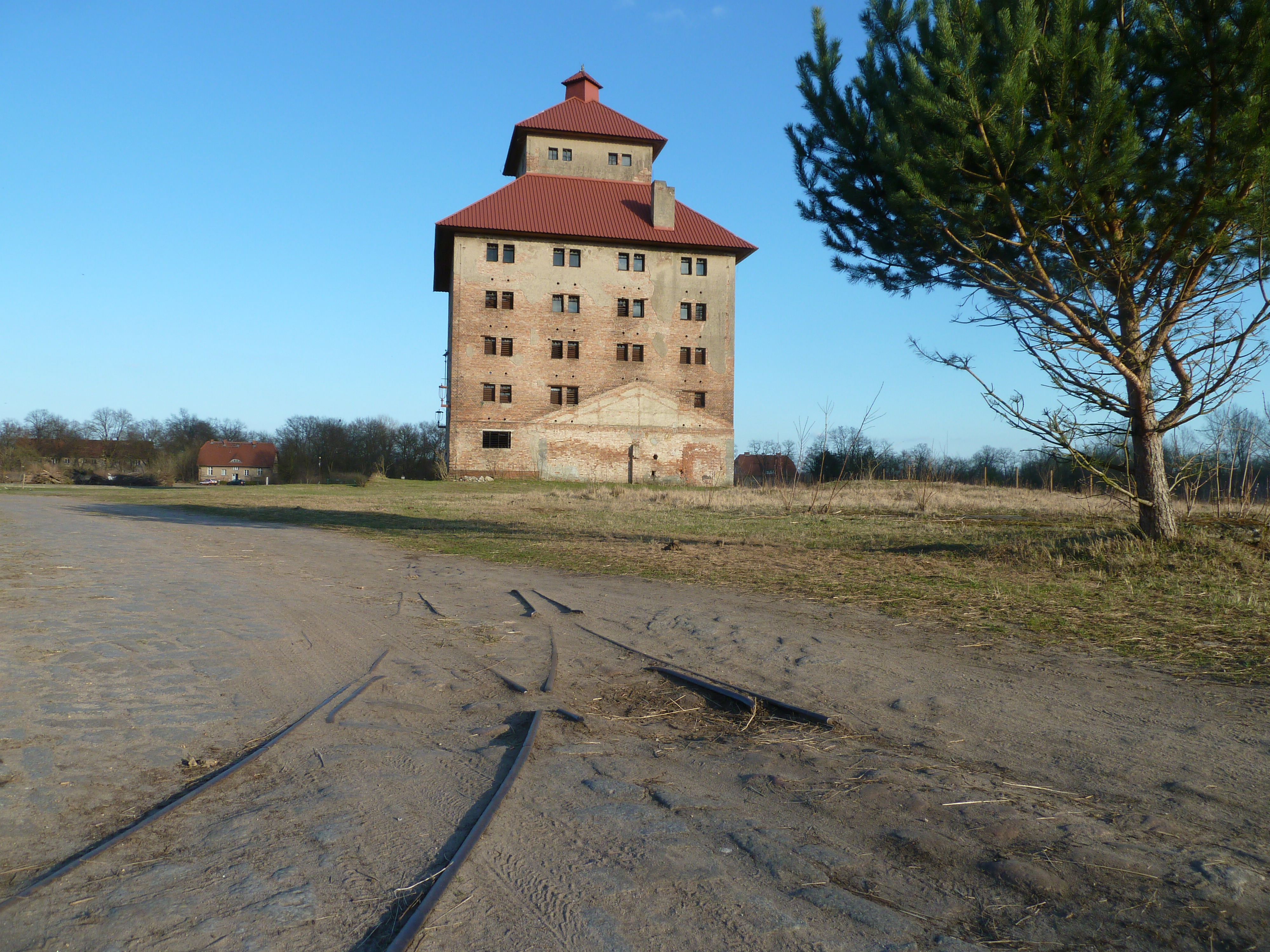
Der Rieselspeicher mit Resten der Hobrechtsfelder Wirtschaftsbahn in Hobrechtsfelde

Erst ab 1905 änderte sich die Meinung bezüglich der Stadtgüter und ihrer Funktion. Mit dem Ziel die Erträge zu steigern und Gewinne zu erwirtschaften investierte die Stadt Berlin in den Ankauf modernster Maschinen, was zwar dazu führte, dass die Güter ungewöhnlich gut ausgestattet waren, aber auch für die Rieselfelder ungeeignete Maschinen im Bestand hatten.
Doch nicht nur der Bestand an Maschinen war außerordentlich vollständig, auch der bauliche Zustand der Hofgebäude auf den Gutshöfen war sehr gut, da sie immer wieder ausgebessert und erneuert wurden.
Da nicht immer ganze Güter übernommen wurden, sondern die Betriebe Boddinsfelde, Hobrechtsfelde, Schönerlinde, Albertshof und Deutsch Wusterhausen aus gekauften Bauern- und Gemeindeländereien gebildet wurden, baute man dort komplett neue Höfe auf. Die Baukosten schossen in die Höhe, da man viel Wert auf eine massive Optik der Gebäude legte, manche sich aber als unzweckmäßig erwiesen. So erhielt das Gut Hobrechtsfelde 1908 einen Rieselspeicher (das Korn konnte von einem Stockwerk ins nächste rieseln) mit einem Fassungsvermögen von 18.000 Zentner. Der Speicher war auf dem neuesten Stand der Technik, lag jedoch zu weit von der Bahn entfernt, sodass der Transport des Korns zum Speicher und wieder fort nicht wirtschaftlich war.

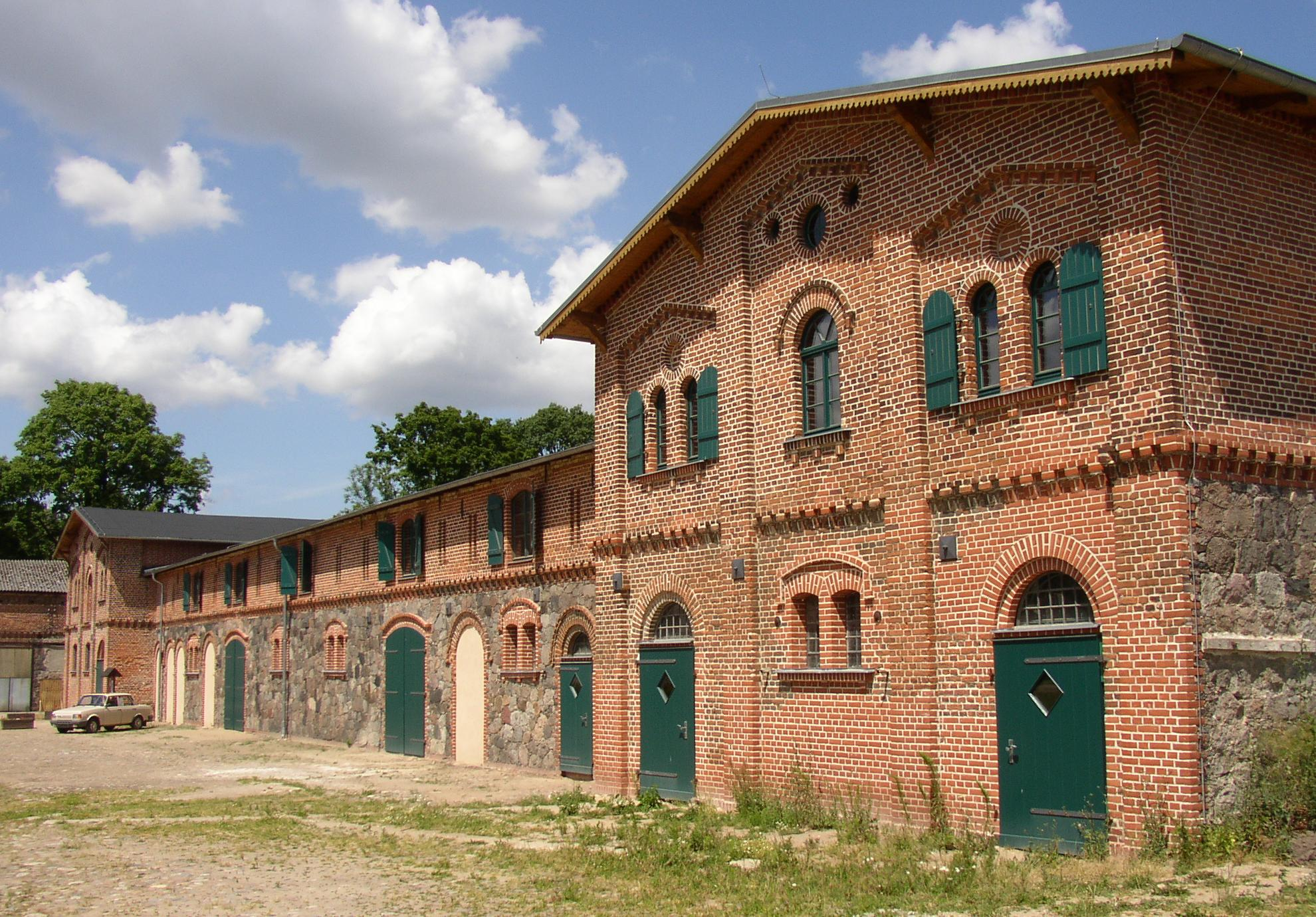
Massiv gebauter Pferdestall in Börnicke

Auch wurden massive Schweineställe gebaut, in denen die Schweineaufzucht stattfinden sollte. Da es im Winter jedoch von der Decke dieser Ställe tropfte, waren sie für die Ferkelaufzucht gänzlich ungeeignet und konnten nur zur Mast genutzt werden. Für die Aufzucht wurden daraufhin sogenannte Lochow-Ställe erbaut.
Darüber hinaus wurden auch mustergültige Gebäude aufgebaut, z. B. Wohngebäude mit Arbeiterwohnungen, die sich durch hohen Wohnkomfort auszeichneten.
Anzumerken ist, dass die Stadtgüter keineswegs nur Rieselfelder bewirtschafteten, sondern auch viel Naturland in Nutzung hatten, da nicht alle Flächen aptiert, d. h. zu Rieselfeldern umgestaltet wurden. Einige dieser Flächen waren nur als Vorhalteflächen für eventuelle Erweiterungen der Rieselflächen erworben worden. Kunstdünger wurde in den seltensten Fällen verwendet, wo nötig wurde mit Mist von Rindern gedüngt, die mit dem Rieselgras gefüttert wurden. Eine Besonderheit stellte eine Fläche bei Fürstenwalde dar, auf die Abfall verbracht worden war, der über Jahre verwitterte und den Boden extrem fruchtbar machte. Diese Deponie mit einer Fläche von 240 Morgen wurde ab 1915 über Jahre hinweg intensivst bewirtschaftet und behielt trotzdem ihre Fruchtbarkeit.
Die Erfahrung zeigte, dass für eine optimale Bewirtschaftung der Güter ein Verhältnis von aptierter Fläche zu nicht aptierter Fläche von 1:4 nötig wäre, was nur die wenigsten Güter erreichen konnten, da einige ausschließlich aus Naturland bestanden und andere zu 90 Prozent aus Rieselfeldern. Um trotzdem einigermaßen wirtschaftlich arbeiten zu können, verpachteten diese Güter Rieselland an Kleinpächter, die auf den Parzellen in Handarbeit Gemüse oder Rieselgras für ihr Vieh anbauten. Die Kleinpächter zahlten nur für das Land, sie erwarben mit ihrer Pacht kein Recht an Rieselwasser, hatten aber auch kein Vetorecht dagegen, wenn zu viel auf ihre Flächen geleitet wurde.
Das Rieselland war unter Kleinpächtern beliebt, da sie sich nicht um Dünger sorgen mussten, preiswert Futter für ihr Vieh und Gemüse für den Verkauf auf dem Markt anbauen konnten. Die kleinteiligen Flächen stellten für diese Pächter nicht so ein Problem dar, wie für die Großbetriebe, da sie ohnehin nur mit Hand arbeiteten. Während des Ersten Weltkriegs war das Rieselland stark gefragt, ebenso wie die Kleingärten auf den Rieselfeldern in Blankenfelde, Blankenburg und Osdorf. Lebensmittel waren knapp und im Gegensatz zu anderen Produkten unterlag Gemüse keiner Zwangswirtschaft.
Doch nicht nur Kleinbetriebe hielten sich Vieh, auch die Stadtgüter waren große Milchproduzenten, deren Milch teilweise auf dem Milchwirtschaftshof Weißensee verarbeitet wurde. Bis 1919 betrieben die Stadtgüter eine reine Abmelkwirtschaft, dann ging man über zu einer kombinierten Aufzucht- und Abmelkwirtschaft, um eine Einschleppung von Krankheiten durch fremde Tiere zu vermeiden.

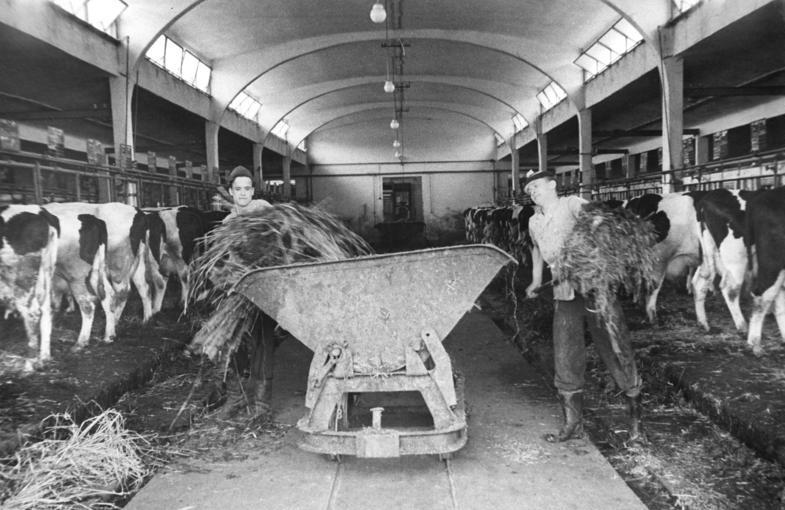
Hobrechtsfelder Bauern beim Ausmisten

Es wurde das Schwarzbunte Niederungsvieh gezüchtet, wobei nur Tiere mit einem sehr guten Stammbaum genommen wurden, um die Milchproduktion zu steigern. Dies gelang auch: 1922/1923 betrug die Milcherzeugung 6,65 l/Kuh und Tag, 1927/1928 waren es schon 9,1 l/Kuh und Tag. Doch trotz einer Gesamtleistung von 18.000 l/Tag im Sommer und 14.000 l/Tag im Winter blieb die Milcherzeugung der Stadtgüter für Berlin vorerst von untergeordneter Bedeutung.

### Deputation für Güter und Forsten (1920–1922)
Im Jahr 1920 wurde die Deputation für Kanalisationswerke und Güter aufgelöst, da sich die Güterleitung von den Kanalisationswerken trennen wollte, um mehr Eigenständigkeit zu erlangen. Es wurde sodann eine Deputation für Güter und Forsten geschaffen.
Durch den Zusammenschluss von Berlin mit mehreren Vororten zu Groß-Berlin stieg der Flächenbesitz der Berliner Stadtgüter auf über 32.000 ha an, wovon 8.000 ha Forst, 13.000 ha Naturland und 11.000 ha Rieselland waren.

### Berliner Stadtgüter GmbH (1922–1935)

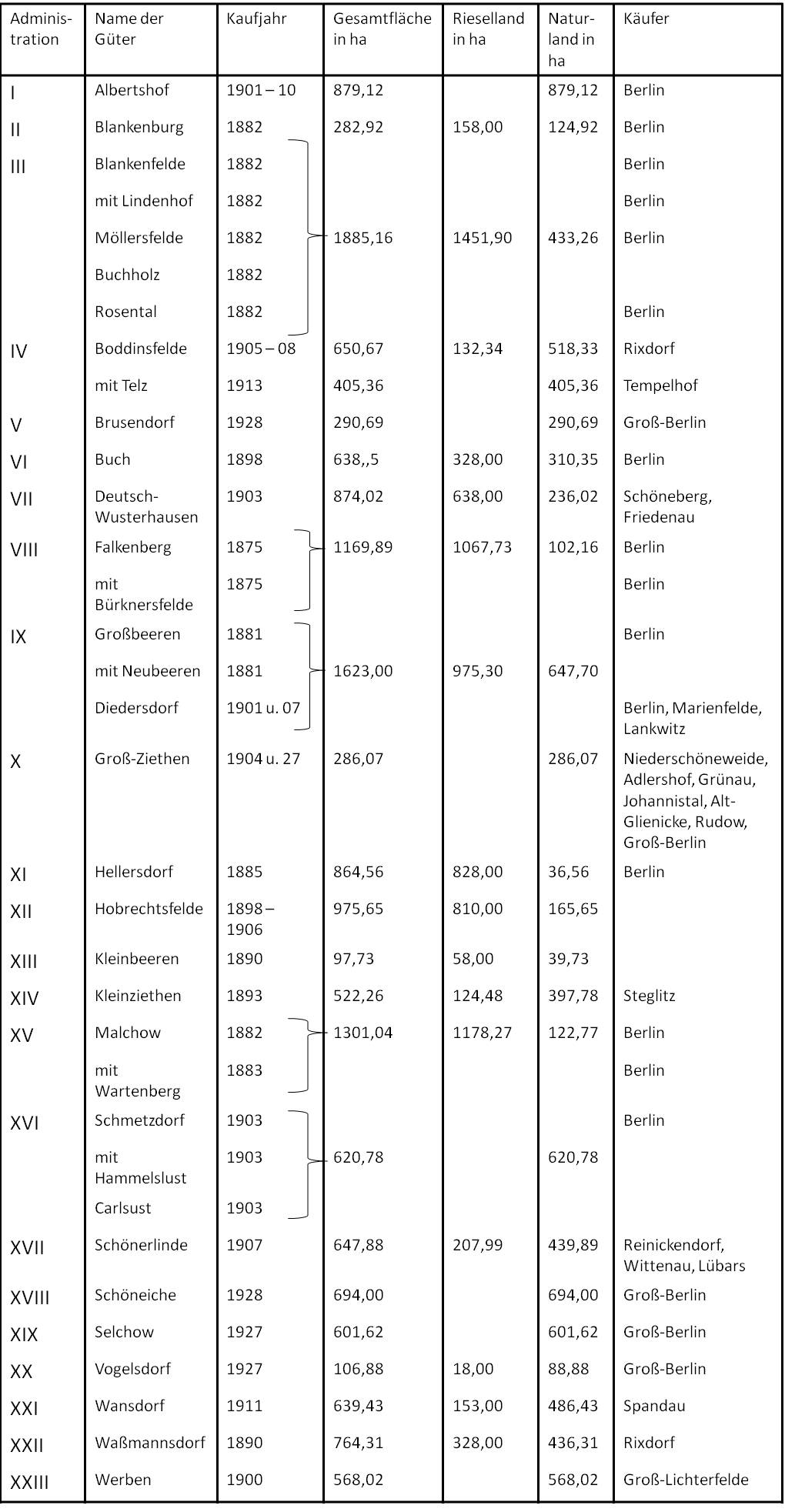
Übersicht über die selbstbewirtschafteten Güter, 1928

Am 30. August 1922 wurden die Berliner Stadtgüter von allen Bestimmungen des Magistrats befreit, um größere Beweglichkeit und kaufmännische Freiheit zu erreichen. Am 19. Oktober 1922 beschloss der Magistrat dann die Gründung einer Berliner Stadtgüter GmbH, die zwar kaufmännische Freiheit genoss, bei der aber städtische Körperschaften immer zustimmen mussten, wenn es um die Aufnahme fester Anleihen, die Übertragung der Bewirtschaftung von Gütern an Dritte oder die Verpachtung ganzer Güter ging. Die handelsgerichtliche Eintragung der Berliner Stadtgüter GmbH fand am 5. April 1923 statt. Eine Deputation für Forsten bestand weiterhin.

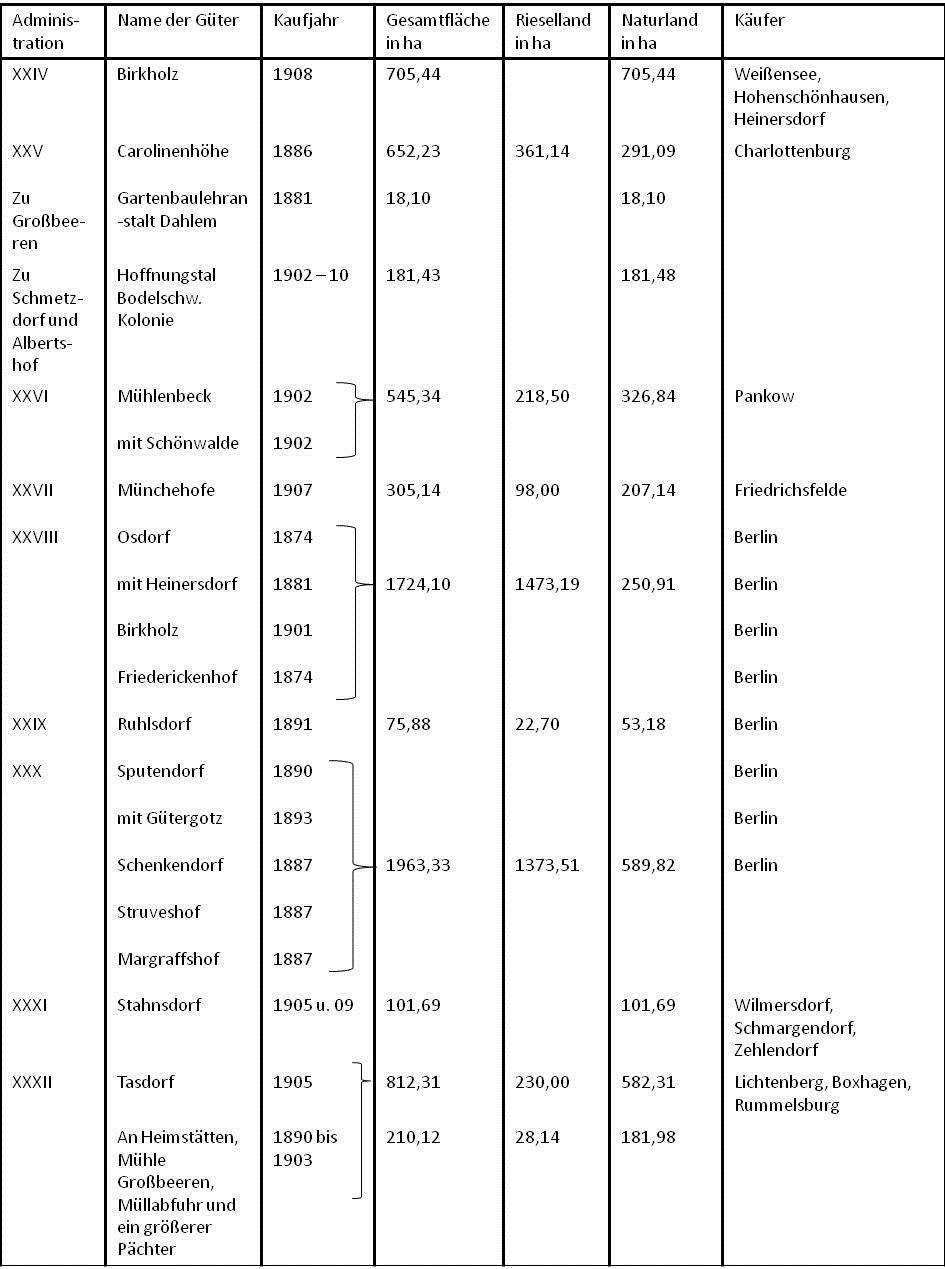
Übersicht über die verpachteten Güter, 1928

1927 fand die nächste größere Erweiterung der Flächen statt: Im Süden wurden die Güter Groß-Ziethen mit 286 ha und Selchow mit 601 ha gekauft, im Osten Berlins Vogelsdorf mit 106 ha. Außerdem wurde Münchehofe durch Teile des Rittergutes Dahlwitz vergrößert. Die Erweiterung diente vor allem der Bevorratung mit Flächen. Immerhin waren damals schon rund 3,6 Millionen Einwohner Groß-Berlins an die Kanalisation angeschlossen, die Pumpleistung pro Kopf und Tag betrug 162 Liter.
Obwohl noch immer nicht alle Güter Gewinne erwirtschafteten, behielten die Stadtgüter sie oft im Eigenbetrieb. Viel Land wurde an Kleinpächter weiterverpachtet, sodass diese 9200 Hektar im Jahr 1930 bewirtschafteten.

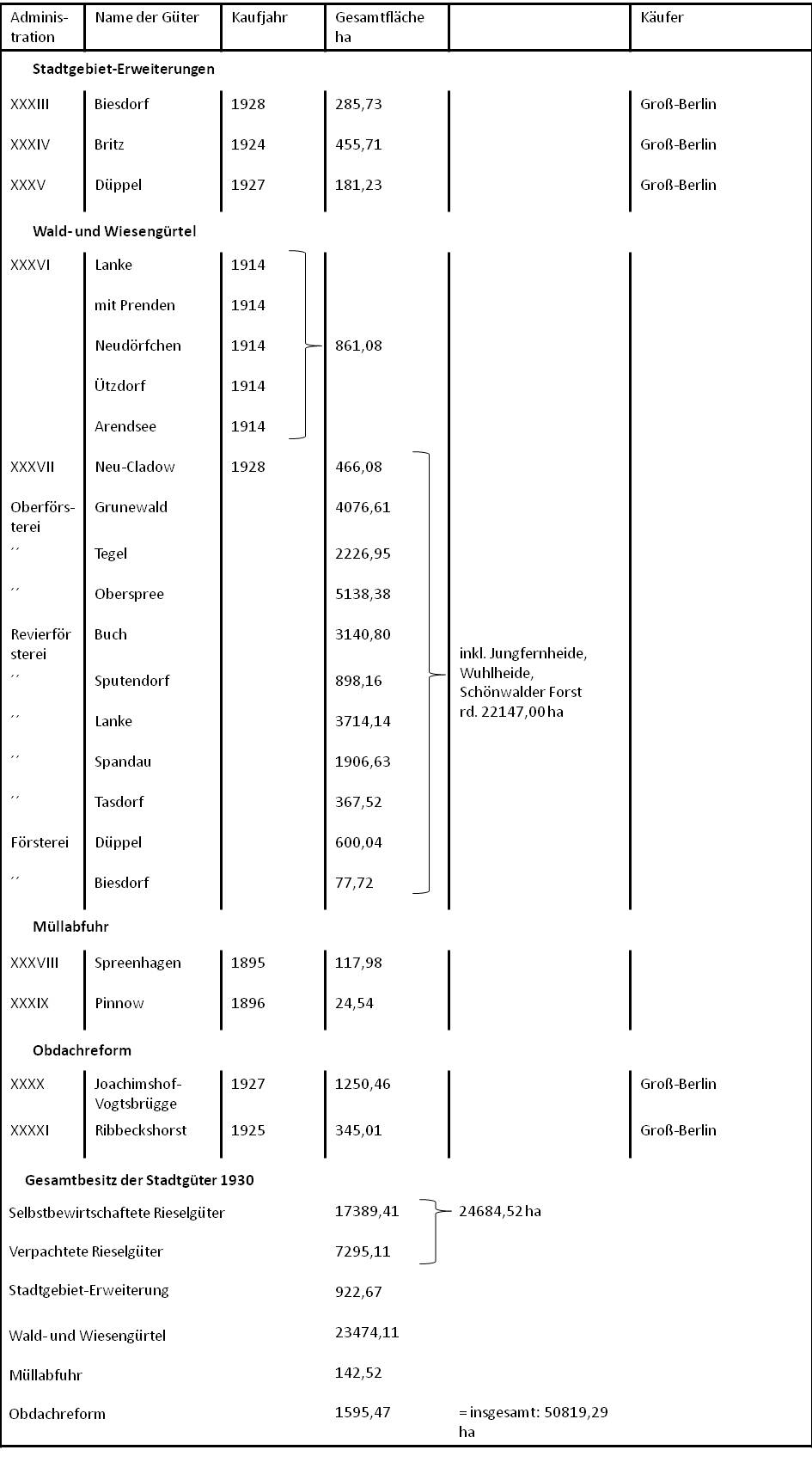
Übersicht über den sonstigen Besitz der Berliner Stadtgüter, 1928

Die Gründe für die Weigerung Berlins, vor allem die Rieselflächen gänzlich zu verpachten, sind vielfältig. Der Hauptgrund war sicherlich, dass die Stadtgüter immer noch der Abwasserklärung dienten. So musste es immer ausreichend Flächen geben, die zur Not auch zum Schaden der landwirtschaftlichen Kulturen berieselt werden konnten. Das wäre mit Pächtern schwierig geworden. Daneben galt aber auch, dass ein Pächter Hofstätten besitzen musste, die dann in erheblichem Maße neu gebaut hätten werden müssen, was wiederum zu hohe Folgekosten verursacht hätte. Der dritte Grund war, dass die Pächter die Pachtpreise geworden wären, wäre alles Land verpachtet gewesen. Dem wollten die Stadtgüter vorbeugen.
Wie schon beschrieben, hielten die Stadtgüter in großem Maß Rinder zur Milch- und Fleischgewinnung. Daneben wurden aber auch veredelte Landschweine gezüchtet, in Hellersdorf gab es eine Geflügelfarm, deren Leistungsgeflügel auch an die Landarbeiter abgegeben wurde. Auf den Rieselfeldern hatte sich eine Schafhaltung etabliert, die aber eine geringe Rolle für die Berliner Stadtgüter-GmbH spielte. Die Schafe wurden im Frühjahr mager angekauft, auf den Wegen und Gräben zwischen den Rieselfeldern gemästet und im Herbst und Winter wieder verkauft. Ein weiterer Nebeneffekt der Rieselwirtschaft war die Bildung von Teichen mit Riesel- oder Drainwasser, in denen erfolgreich Fischzucht betrieben wurde, so z. B. in Schönerlinde, wie es sich im Namen des dortigen Naturschutzgebietes Schönerlinder Teiche verdeutlicht.

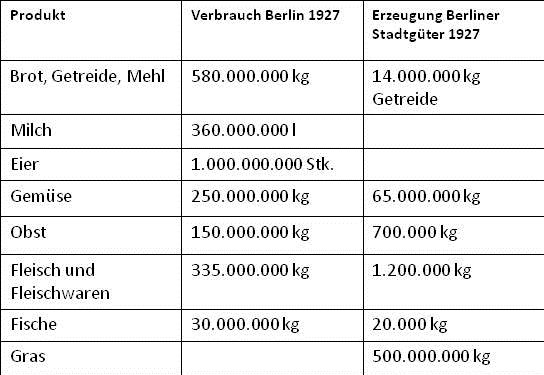
Verbrauch und Produktion bestimmter Lebensmittel in Berlin, 1927

Trotz der guten Maschinenausstattung wurden auch Pferde noch auf den Stadtgütern gehalten, da sie für die Arbeit auf den kleinen Rieseltafeln essentiell waren. Üblich war auf vergleichbaren Großbetrieben eine Anspannungsstärke von 2,2 Pferden auf 100 Morgen, bei den Rieselgütern waren aber 3,4 Pferde auf 100 Morgen vorhanden, was mit der Mehrarbeit zusammenhing, die sich durch die kleinen Tafeln ergab. Diese starke Anspannung ermöglichte in der arbeitsarmen Zeit einen zusätzlichen Speditionsbetrieb.
Die Kapitalkraft des Besitzers der Berliner Stadtgüter GmbH, Berlins, ermöglichte auch weiterhin eine ungewöhnliche gute Ausstattung der Stadtgüter. So war um 1930 die Elektrifizierung aller Betriebe bereits abgeschlossen. Wo keine Überlandleitungen hinführten, standen eigene Lichtanlagen.

### Eigenbetrieb der Stadt Berlin (bis 1949) I
Nachdem die Berliner Stadtgüter GmbH 1935 aufgelöst worden war, standen die Stadtgüter im Eigenbetrieb der Stadt Berlin. Über die Bewirtschaftung im Eigenbetrieb in der folgenden Kriegszeit ist bislang wenig veröffentlicht. 

#### Zwangsarbeit
Sicher ist, dass ab 1941 auf den Gütern Osdorf und Hobrechtsfelde polnische und ukrainische Zwangsarbeiter beschäftigt wurden.
Auf einem Gelände des Stadtguts in Berlin-Blankenfelde wurde das Lager Blankenfelde-Nord errichtet, zunächst als Kriegsgefangenenlager, später als Durchgangslager des Arbeitsamtes: März bis Juni 1942 zum Hertransport von rund 90.000 „Ostarbeitern“, vor allem aus der Ukraine, ab Mitte 1942 bis Kriegsende als „Rückkehrersammellager“ für nicht mehr arbeitseinsatzfähige kranke Sowjetbürger.
Auf einem Stadtgutgelände in Mahlow entstand ein Durchgangslager, das von 1942 und 1945 ein Krankenhaus für Zwangsarbeiter betrieben wurde. Im Krankenhaus der Reichshauptstadt in Mahlow, Kr. Teltow kamen 1494 Seuchen- und Schwerkranke ums Leben.

## Nach dem Zweiten Weltkrieg: Ost-Berlin

### Zusammenfassung
Die Zeit der Deutschen Demokratischen Republik (DDR) stellt in der Geschichte der Berliner Stadtgüter eine sehr wechselhafte Phase dar. Nie zuvor und danach wurden die Güter so oft umstrukturiert und änderten sich Zugehörigkeiten. Einige Güter und Flächen wurden umfunktioniert, andere wurden aufgegeben und die Flächen zur Stadterweiterung genutzt (z. B. in Rosenthal, Biesdorf, Mahlsdorf etc.). Betriebe und Flächen wurden enteignet und zu Volkseigenen Gütern (VEG) umstrukturiert, Teile der Flächen wurden in Landwirtschaftliche Produktionsgenossenschaften (LPG) eingegliedert, wieder andere zu Bodenreformland erklärt. Trotzdem waren zur politischen Wende die meisten der Stadtgutflächen aufgrund der großen Wirtschaftseinheiten zusammengehalten und bildeten eine Einheit, die vom Land Berlin später übernommen werden konnte. Durch den Erhalt der Stadtgutflächen für die (teils auch intensive) landwirtschaftliche Nutzung bildete sich insbesondere im Süden zwischen Teltow und Schönefeld eine scharfe Grenze zwischen Stadt und ländlicher Umgebung. Diese stadtnahen Freiflächen ermöglichen eine vergleichsweise geordnete Umlandentwicklung (Landesentwicklungsplan der gemeinsamen Landesplanung (LEP-BB)).

### Eigenbetrieb der Stadt Berlin (bis 1949) II
Nach dem Zweiten Weltkrieg ging es den Stadtgütern eher schlecht. Im Mai 1945 waren nur 87 % der Ackerflächen bestellt, Betriebsmittel und Tiere waren schon vor dem Kriegsende verschleppt worden, Betriebsleiter hatten die Güter verlassen und was noch übrig war an Inventar, wurde gestohlen. Einige Mitarbeiter jedoch blieben an ihren Arbeitsplätzen und bewirtschafteten zusammen mit der noch ansässigen Bevölkerung die Güter weiter. Der Gutsbestand im Mai 1945 war folgender: acht Stadtgüter im Stadtgebiet von Groß-Berlin, 20 Stadtgüter mit Nebengütern in Brandenburg, ein Milchwirtschaftsbetrieb in Weißensee und ein Fleischwerk in Hobrechtsfelde, was allerdings nicht wieder in Betrieb ging.

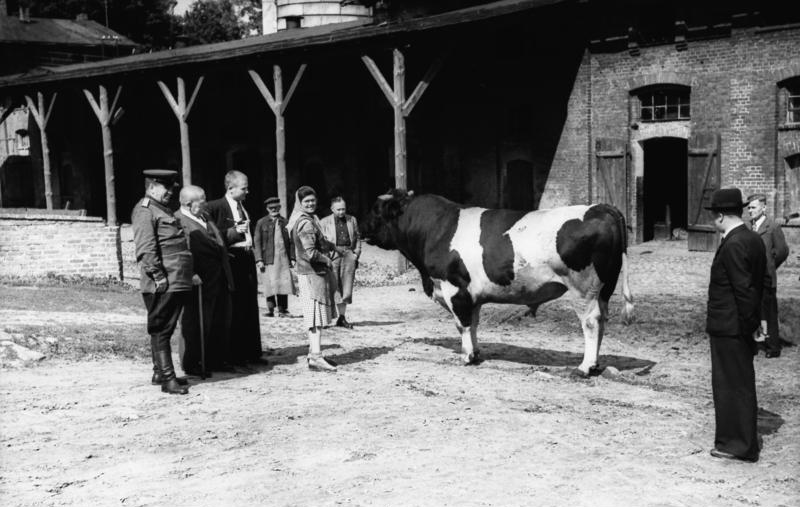
Übergabe des Gutes Großbeeren an die Deutschen durch die SMAD

Acht der 28 Güter gingen als Hilfswirtschaften an die sowjetische Administration, wurden aber bis zur Gründung der DDR an den Magistrat zurückgegeben: Blankenfelde, Deutsch-Wusterhausen, Schmetzdorf, Schöneiche, Schönerlinde, Tasdorf, Waßmannsdorf mit Kleinziethen, Werben. Der Befehl des Oberkommandierenden der sowjetischen Truppen, dass die Güter der DDR übergeben werden sollten, erfolgte am 13. Oktober 1949 und sollte zwischen dem 1. November 1949 und dem 15. November 1949 ausgeführt werden. Den Gütern wurden zusätzlich landwirtschaftliche Maschinen, Einrichtungen, Inventar, Zug- und Nutzvieh, Traktoren, Transportmittel, Saatgut, Futter, Dünger sowie Brotgetreide zur Aussaat übergeben.

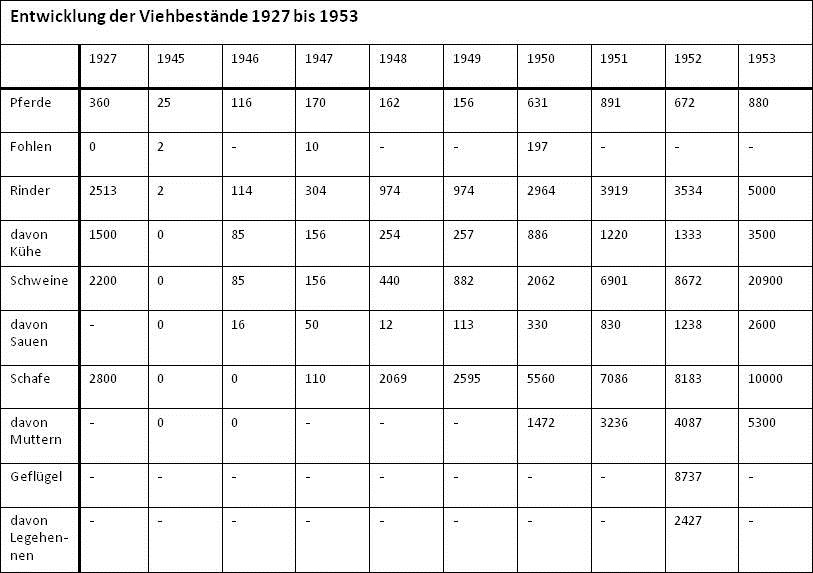
Viehbestand der Berliner Stadtgüter 1927–1953

Konkrete Zahlen gibt es nur für das Vieh und die Anzahl der Traktoren, die besagen, dass 266 Arbeitspferde, 40 Fohlen, 1212 Rinder, 437 Kühe, 909 Schafe, 847 Schweine, 120 Zuchtsauen und 20 Traktoren übergeben wurden.
Im Jahr 1945 wurden die Stadtgüter in Volkseigene Güter (VEG) umgewandelt. Außerdem stand 1945 die Bodenreform an; Berlin hatte dafür freiwillig 2000 ha angeboten, in den Bodenreformfonds wurden trotzdem 5000 ha aufgenommen. Doch 2400 ha, hauptsächlich Rieselland, wurden später an Berlin zurückgegeben. Für die fehlenden 600 ha bekam Berlin das Gut Pramsdorf, das aber 1950 schon wieder an Brandenburg zurückgegeben wurde.
Die Güter, die sich 1946 im Eigenbetrieb der Stadt Berlin befanden, hatten insgesamt 16.460 ha landwirtschaftliche Nutzfläche, von denen 6.780 ha verpachtet waren (ohne die Hilfswirtschaften der sowjetischen Administration). Das flächenmäßig größte Gut der Berliner Stadtgüter war zu der Zeit das Gut Sputendorf mit 1.715 ha landwirtschaftlicher Nutzfläche, das kleinste Gut war Britz mit gerade einmal 184 ha landwirtschaftlicher Nutzfläche.
Ab 1948 wurden die Gutshöfe instand gesetzt, und durch Neubauten wie Gewächshäuser und Ställe erweitert. Auf dem Gut Stolpe wurde zusätzlich eine Gefangenenunterkunft errichtet.

### VVG Berlin (1949–1953)
Am 1. September 1949 wurde der Eigenbetrieb der Stadt Berlin aufgegeben. Die VEG verbanden sich mit dem Verband der gemeinschaftlichen Land- und Gartenbaugesellschaft zur Vereinigung Volkseigener Güter, VVG Groß-Berlin, deren Bestand folgender war:
- Berliner Güter: Blankenfelde, Biesdorf, Buch, Buchholz, Falkenberg, Friedrichsfelde, Heinersdorf, Hellersdorf, Malchow, Rummelsburg, Weißensee
- Brandenburger Güter: Boddinsfelde, Deutsch-Wusterhausen, Großbeeren, Hobrechtsfelde, Karolinenhöhe, Kleinziethen, Osdorf, Schönerlinde, Selchow, Sputendorf, Wansdorf, Waßmannsdorf
- Gewerbebetriebe: VEB Sportplatzbau, Meierei Weißensee, Zentralwerkstatt Buch, Schweinemästerei[43]

Die Zentralwerkstatt Buch war erst 1949 gegründet worden. Die Güter bauten im Jahr 1949 hauptsächlich Getreide, Kartoffeln und Rieselgras an, aber auch Gemüse spielte eine nicht unbedeutende Rolle. Des Weiteren wurden in verhältnismäßig geringem Maße Hülsenfrüchte, Öl- und Faserpflanzen und Hackfrüchte angebaut.
Die Ausstattung der Stadtgüter war allerdings bei weitem nicht so gut, wie man gedacht hatte. Bei einer Arbeitsberatung der Betriebsleiter 1949 wurde festgestellt, dass 50–60 % der Traktoren einer Reparatur bedurfte. Es wurden zu viele Neubauten gleichzeitig begonnen, sodass vor der Fertigstellung der ersten die Baustoffe knapp wurden. Für die Fohlen fehlte teilweise das Futter und es mangelte an Lehrlingen.
Auch in den Beratungen 1950 wurden Probleme thematisiert: Es mangelte an Rieselwasser, da viele Wohnungen in Berlin zerstört waren und so weniger Abwasser produziert wurde. Zusätzlich kritisierte der Magistrat die Stadtgüter, weil sich jedes Gut als Einzelbetrieb sah und nicht als Teil der VVG Berlin. Im Hinblick auf diese Kritik kamen die Betriebsleiter auf der Arbeitsberatung im Juni 1950 zu dem Schluss, dass der gemeinsame Absatz von Gemüse besser organisiert werden müsste. Die Situation bei den Traktoren war unterdessen noch schlimmer geworden: 1950 waren von 30 Traktoren nur acht arbeitsfähig.
Am 10. Oktober 1950 wurde beschlossen, dass die Güter, die nur aus Naturland bestanden, zum 1. Januar 1952 in die Verwaltung des Ministeriums für Land- und Forstwirtschaft in Brandenburg wechseln sollten. Dies betraf die VEG Albertshof, Birkholz, Joachimshof, Lanke, Ribbeckshorst, Siethen, Spreenhagen und Stolpe. Zusammen mit dem VEG Großbeeren blieben die Güter Birkholz, Lanke, Siethen und Spreenhagen dann auch dauerhaft bis 1990 in der Verwaltung der Bezirke Potsdam bzw. Frankfurt/Oder, je nach ihrer geografischen Lage.
Um die Produktion zu steigern wurden am 5. Dezember 1952 in den VEG Blankenfelde, Boddinsfelde, Buch, Buchholz, Deutsch-Wusterhausen, Falkenberg, Großziethen, Hobrechtsfelde, Karolinenhöhe, Mahlsdorf, Malchow, Schönerlinde, Selchow, Sputendorf, Waßmannsdorf und Weißensee 1471,38 ha selbstbewirtschaftete Fläche zu größeren Rieseltafeln zusammengelegt. Dies entsprach in etwa 33,6 % der selbstbewirtschafteten Fläche der VVG Berlin.

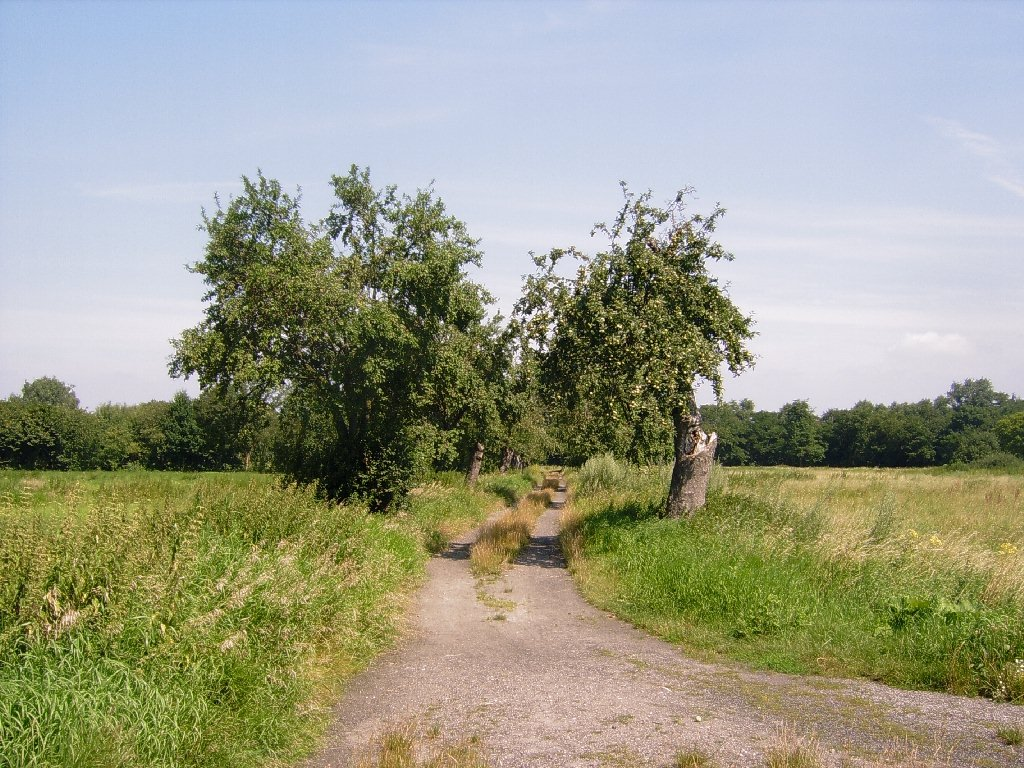
Obstbäume auf den Rieselfeldern Karolinenhöhe

Neben dem Acker- und dem Naturgrünland (9810 bzw. 1292 ha) wurden auch Obstanlagen (vornehmlich an den Wegrändern, 86 ha) und Korbweiden (26 ha) bewirtschaftet.
Am 31. Dezember 1952 befanden sich im Besitz der VVG Berlin sechs VEG auf Berliner Flächen (vermutlich Biesdorf, Blankenfelde, Falkenberg, Hellersdorf, Hobrechtsfelde und Schönerlinde), ein VEG Gartenbau (aus ehemals acht Gartenbaubetrieben entstanden), ein Milchwirtschaftsbetrieb in Weißensee, eine Zentralwerkstatt Buch, ein VEB Sportplatzbau und zwölf VEG auf brandenburgischen Flächen (dies waren vermutlich die Güter Boddinsfelde, Deutsch-Wusterhausen, Heinersdorf, Karolinenhöhe, Kleinziethen, Großziethen, Osdorf, Pinnow, Selchow, Sputendorf, Wansdorf und Waßmannsdorf).
Auf den 18 Gütern waren 2569 Arbeitskräfte beschäftigt, die 8853,16 ha Fläche bewirtschafteten. Die Meierei in Weißensee beschäftigte nochmals 85 Arbeiter, die Baumschule 1342 Arbeiter und das VEG Gartenbau 381 Arbeiter.
Im Jahr 1953 begann man damit, die Güter zu größeren Einheiten zusammenzulegen. Den Anfang machten das VEG Weißensee und das VEG Malchow, die am 28. Oktober fusionierten, gefolgt von dem VEG Kaulsdorf, das einen Tag später mit dem VEG Biesdorf vereinigt wurde. Außerdem wurde 1953 der VEB Sportplatzbau aufgelöst und in den VEB Tiefbau integriert.
Zwar wurden auch in der DDR die Güter erweitert, indem z. B. neue Maschinen gekauft und Ställe gebaut wurden. Doch gab es in diesem Bereich aufgrund der Planwirtschaft stets Probleme. Die neuen Schafställe in Großbeeren z. B. hatten wegen fehlendem Holz keine Heuböden und waren deswegen unglaublich unpraktisch. Für den Kartoffelanbau fehlte gesundes Saatgut und in Schönerlinde mangelte es an Eiweißfutter für die Legehennen.

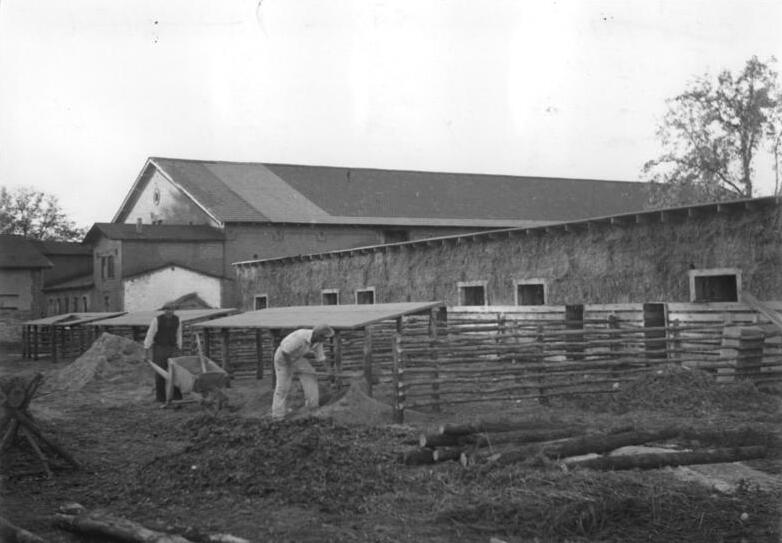
200 Schweinehütten für die VVG Berlin – Bau in Selchow

Die ständige Bautätigkeit der Stadtgüter, allein 1953 wurden an 26 Standorten 114 landwirtschaftliche Bauvorhaben realisiert, führte zu steigenden Verlusten. Diese Nichteinhaltung der Finanzbestimmungen wurde 1953 auch durch den Magistrat kritisiert: Die Vergabe von Vorschüssen sowie die Finanzierung von Betriebsfesten und -küchen hatten 1953 zu einem Rekordverlust von 10.942.500 Mark geführt. Ab 1947 hatten die Stadtgüter jährlich Verluste gemacht.

### Verwaltung Volkseigener Güter (1954–1963)
Ende 1953, am 20. Dezember, beschloss der Magistrat die Auflösung der VVG Berlin, konnte jedoch eine neue Verwaltung der VEG nicht durchsetzen. Das geschah erst am 14. April 1954, als der entscheidende Magistratsbeschluss gefasst wurde. Am 15. April wurde die Magistratsabteilung „Verwaltung VEG“ gebildet und die VVG Berlin endgültig aufgelöst. Damit wurden auch neun VEGn, die im Land Brandenburg lagen, an die VVG Potsdam übertragen: Boddinsfelde, Deutsch-Wusterhausen, Karolinenhöhe, Kleinziethen, Osdorf, Selchow, Sputendorf, Wansdorf und Waßmannsdorf.
Gleichzeitig wechselten außerdem die Güter Albertshof, Birkholz, Großbeeren, Joachimshof, Ribbeckshorst, Siethen, Spreenhagen und Stolpe in die Verwaltung der zuständigen Bezirksdirektionen, entweder Frankfurt/Oder oder Potsdam.
Somit befanden sich im Bestand der Verwaltung VEG noch die acht Berliner Güter Biesdorf, Blankenfelde mit der Schweinemast Sperlingslust und Möllersfelde, Buch mit Lindenhof, Hellersdorf, Falkenberg, Malchow mit Wartenberg, Hobrechtsfelde und Schönerlinde, der Gartenbaubetrieb bestehend aus Kaulsdorf, Mahlsdorf, Buchholz, Heinersdorf und Weißensee, sowie die VEG Friedrichsfelde, Rummelsburg, die VE Baumschule und die Zentrale Werkstatt Buch.

### BD-VEG Berlin (1964–1973)
Am 1. Januar 1964 wurde die Bezirksdirektion VEG, kurz: BD-VEG, gegründet. Sie löste die Verwaltung VEG ab und übernahm außerdem noch einige Stadtgüter, die 1954 an die Bezirksdirektionen Potsdam und Frankfurt/Oder abgegeben worden waren, sowie Güter, die an die ursprünglichen Güter angrenzten, sowie Neugründungen. So gelangten in den Bestand der BD-VEG.
Die VEG-Betriebe:
| - Albertshof mit den Betriebsteilen Börnicke, Wesendahl, Weesow und Bernau, - Biesdorf, - Blankenfelde mit Schweinemast Buchholz, Rosenthal, Möllersfelde und Lindenhof, - Boddinsfelde, - Buch, - Deutsch-Wusterhausen, - Falkenberg, - Gartenbau Berlin mit Betriebsteilen und mit Borgsdorf, | - Hellersdorf, - Joachimshof mit Vogtsbrügge, - Malchow, - Osdorf mit Birkholz, Heinersdorf und Friederikenhof, - Stolpe mit Lindenhof, Pinnow und Luisenhof, - Sputendorf mit Schenkendorf und Marggraffshof, - Schönerlinde, - Wansdorf, - Waßmannsdorf mit Selchow, Großziethen und Kleinziethen. |

Dazu kamen angrenzende Betriebe:
- VEG Damm,
- VEG Diepensee mit Kienberg,
- VEG Genshagen mit Jünsdorf,

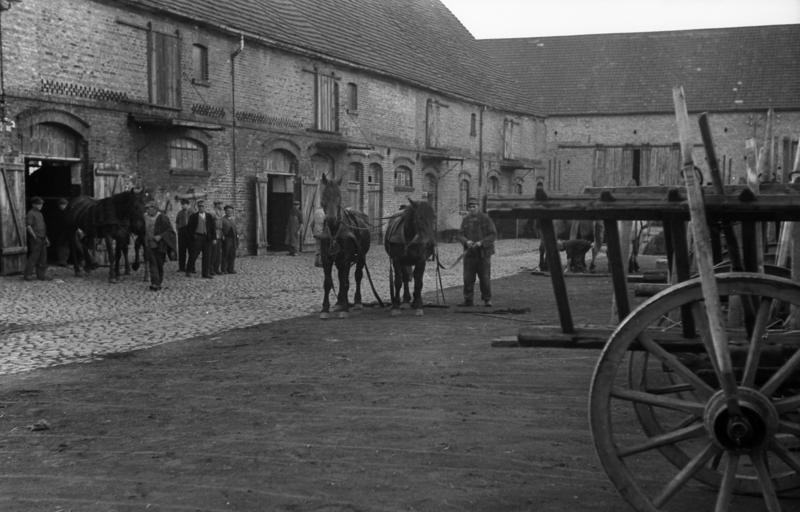
Arbeit auf dem Gutshof Markee

- VEG Groß Machnow mit Pramsdorf, Gallun und Marienhof,
- VEG Hertefeld mit Ribbeckshorst,
- VEG Markee

und die Neugründungen:
- VEG Champignon,
- VEG Geflügelzucht Altglienicke
- VEG Gartenbau Berlin.[61]

Das VEG Friedrichsfelde wurde in den Tierpark Friedrichsfelde umgewandelt. Die Güter der BD-VEG Berlin sollten „Versorgungsgüter“ für Berlin werden, weshalb bis 1974 industriemäßige Tierproduktionsanlagen ausgebaut und die Anlagen zur Milchverarbeitung erweitert wurden. Während der Zeit der BD-VEG Berlin wurden die Betriebseinheiten durch Zusammenlegungen stetig vergrößert. Zwischen 1964 und 1973 wurden die VEG Boddinsfelde, Deutsch-Wusterhausen, Diepensee mit Kienberg und Großmachnow mit Pramsdorf, Gallun und Marienhof dem VEG Waßmannsdorf zugesprochen.
Außerdem wurden die VEG Osdorf (mit Birkholz, Friederickenhof, Heinersdorf) und Sputendorf (mit Marggraffshof, Schenkendorf) zum VEG Genshagen zusammengelegt, zu dem noch Jünsdorf gehörte.

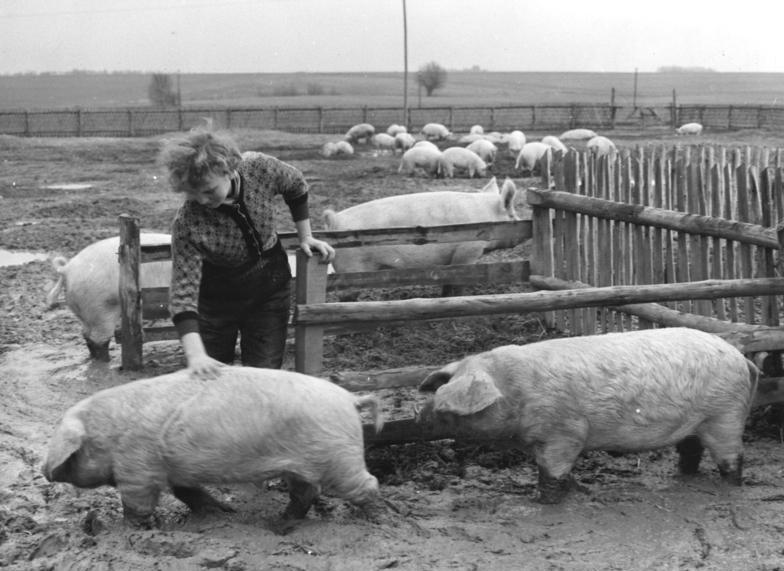
Schweinehaltung in Diepensee, 1958

Im Jahr 1969 folgten dann vier weitere Zusammenlegungen: Die VEG Biesdorf und Hellersdorf wurden zum VEG Lichtenberg. Die VEG Falkenberg und Malchow bildeten das VEG Weißensee. Neu gegründet wurde außerdem das VEG Pankow, das aus den VEG Hobrechtsfelde, Blankenfelde, Buch und Schönerlinde bestand. Aus den Schweinemästereien in Blankenfelde, Diepensee, Falkenberg, Hellersdorf und Schönerlinde entstand als weiterer Betrieb das VEG Schweinemast. Die Schweinemast Diepensee hatte dabei eine Schlüsselrolle inne, wurde sie doch auf 11.200 Mastplätze erweitert, was Voraussetzung für die industrielle Tierproduktion war.
Zwei Jahre später, 1971, wurden die VEG Lichtenberg und Weißensee zum VEG Lichtenberg/Weißensee zusammengelegt.
Ab 1973 erfolgte die Trennung der Tier- und Pflanzenproduktion. Zu diesem Zweck wurden nach dem Territorialprinzip Kooperative Abteilungen Pflanzenproduktion (KAP) gegründet. In Berlin entstanden die KAP Pankow und die KAP Lichtenberg/Weißensee, die das Ackerland der VEG und LPG hauptsächlich zur Futterproduktion bewirtschafteten. Dies geschah auf der Grundlage von besonderen Verträgen, denn eine KAP war kein eigenständiger Betrieb wie es die VEG und LPG waren. Durch die vielen Zusammenlegungen las sich der Bestand der BD-VEG Berlin bei ihrer Auflösung am 1. Januar 1974 wie folgt: Albertshof, Damm, Genshagen, Hertefeld, Joachimshof (mit Vogtsbrügge), Lichtenberg/Weißensee, Markee, Pankow, Schweinemast, Stolpe (mit Lindenhof, Pinnow, Luisenhof), Wansdorf, Waßmannsdorf.
Unter Berliner Verwaltung blieben 1974 nur die Güter Lichtenberg/Weißensee, Pankow und die Schweinemast. Alle anderen Güter wurden abhängig von der Lage den Verwaltungen der Bezirke Potsdam oder Frankfurt (Oder) übergeben.

### Abteilung Landwirtschaft Berlin (1974–1981)

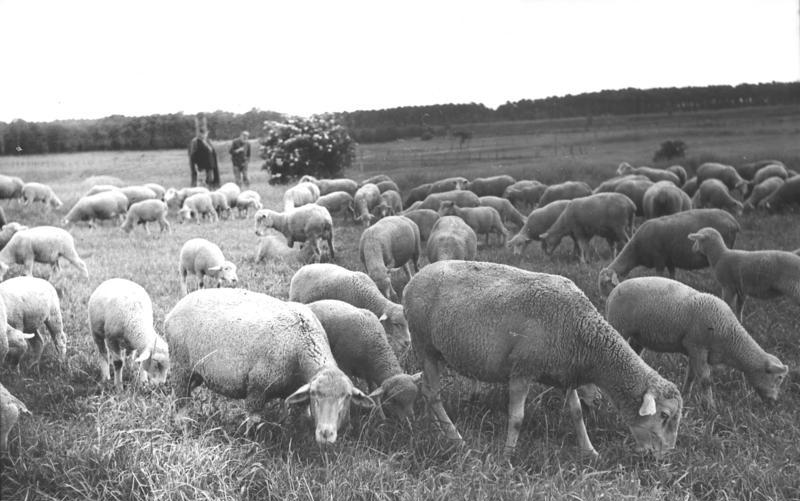
Schafherde in Großbeeren

Die verbliebenen Güter Lichtenberg/Weißensee, Pankow und die Schweinemast kamen ab 1974 unter die Verwaltung der Abteilung Landwirtschaft beim Magistrat von Berlin. Das VEG Lichtenberg/Weißensee arbeitete danach in der Milchproduktion, der Rindermast, der Schafzucht, der Produktion von Rosenkohl und im Obstbau. Es erwirtschaftete 1974 einen Verlust von 487.300 DDR-Mark. Laut Plan war ein Verlust von nur 228.600 Mark vorgesehen gewesen.
Unter der Regie der Abteilung Landwirtschaft wurde 1976 das Agrochemische Zentrum (ACZ) in Falkenberg gegründet. Außerdem wurden 1976 die VEG Lichtenberg/Weißensee und Pankow zum VEG Pankow zusammengelegt. Dieses neue VEG Pankow produzierte Milch und betrieb ansonsten Kälberaufzucht, Rindermast, Schafzucht, Geflügelzucht, Reste der Schweinezucht und Obstbau. Futterproduktion und Ackerbestellung fand nur noch bei den 1973 gegründeten KAP statt.
Ein Jahr später wurden die KAP Lichtenberg/Weißensee und Pankow unter dem Namen KAP Berlin vereinigt. Die versorgte VEG und LPG mit Futter und produzierte für das staatliche Aufkommen Getreide, Kartoffeln und Gemüse.

### BD-VEG Berlin, die Zweite (1982–1991)
Im Jahr 1982 wurde wieder eine BD-VEG Berlin gegründet, die diesmal nur das VEG Pankow sowie die VEG Champignon, Gartenbau Berlin und Geflügelzucht Altglienicke zu verwalten hatte.
Das Jahr 1985 brachte für den Bestand der BD-VEG wieder Veränderungen. Die KAP Berlin wurde aufgelöst, das Ackerland in Weißensee ging an die LPG „1. Mai“, in Lichtenberg an die LPG Hellersdorf und in Pankow an das VEG Pankow, das im selben Jahr mit der VEG Schweinemast zur VEG „T“ Berlin zusammengelegt wurde.
Die vier VEG der BD-VEG Berlin bewirtschafteten im Jahr 1989 1977 ha, andere Betriebe, LPG, GPG und private Landwirte bewirtschafteten noch einmal 5842 ha. Die BD-VEG Berlin wurde am 3. Oktober 1991 aufgelöst, die Güter gingen in den Eigenbetrieb des Landes Berlin über.

## Nach dem Zweiten Weltkrieg: West-Berlin
Die Geschichte der Stadtgüter im Westteil Berlins nahm nach dem Zweiten Weltkrieg einen etwas anderen, weitaus stetigeren Verlauf, als die der Güter im Ostteil der Stadt. Es handelte sich hierbei lediglich um die Güter Britz, Karolinenhöhe und Marienfelde, die als Eigenbetriebe weitergeführt wurden. 1958 kam noch die Domäne Dahlem mit einer Fläche von 52 ha dazu, die 1976 in ein Museumsdorf umgewandelt wurde. Im selben Jahr ging das Gut Karolinenhöhe an die Berliner Entwässerung, das Gut Marienfelde wurde an das Bundesgesundheitsamt verkauft.

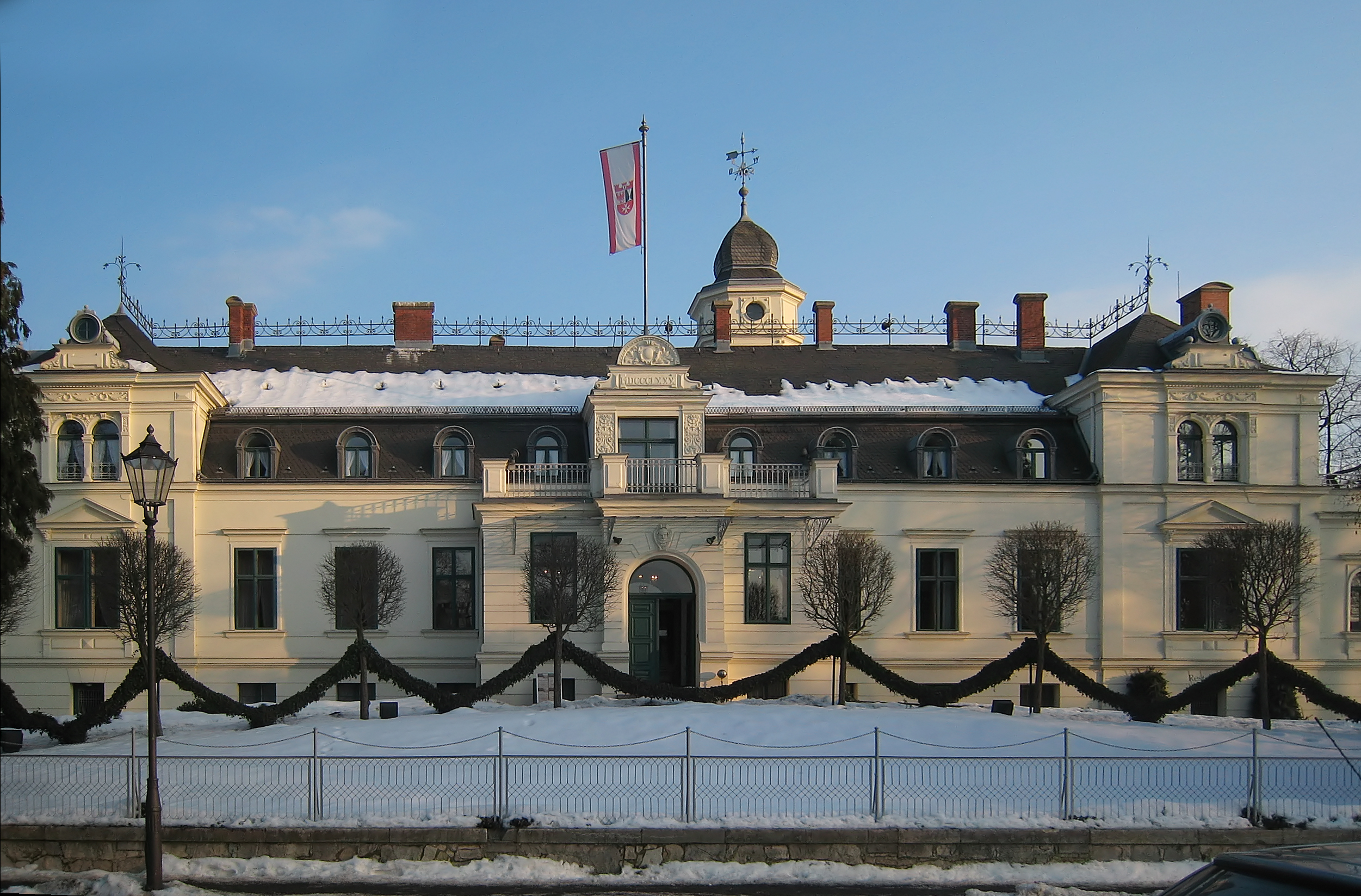
Das Britzer Schloss im 21. Jahrhundert

Vom Gut Britz blieb nicht viel übrig. Da es ohnehin als Siedlungsgelände gekauft worden war, führte man die Bebauung der Gutsflächen fort. Wies das Gut 1954 noch eine Fläche von 185 ha auf, war es 1958 auf nur noch 77 ha geschrumpft. Vom Gut Britz sind heute noch die Hofgebäude sowie das Schloss Britz erhalten, das zwischendurch als Kinderheim genutzt wurde und heute ein Museum, Veranstaltungsräume, Gästezimmer sowie ein Restaurant beherbergt. Auch der Gutspark kann noch besichtigt werden.

## Aufgelöste Stadtgüter
- Gut Brusendorf und Telz: Das Ackerland wurde vom VEG Boddinsfelde bewirtschaftet, die Gutsgebäude wurden von der Gemeinde als Wohnungen genutzt.
- Gut Mühlenbeck: Das Ackerland wurde vom VEG Schönerlinde bewirtschaftet, das Gutshaus wurde von Landarbeitern bewohnt.
- Gut Ruhlsdorf: Aus dem Gut Ruhlsdorf wurde die staatliche Versuchs- und Lehranstalt für Schweinezucht.
- Gut Schmetzdorf: Der Gutshof wurde durch die Gemeinde für Umsiedler genutzt. Später übernahm die LPG den Gutshof. Das Ackerland ging zum Teil in den Bodenreformfonds. Die restlichen Flächen wurden durch das VEG Birkholz bewirtschaftet.
- Gut Schönwalde: Die landwirtschaftliche Nutzfläche ging in den Bodenreformfonds. Das Schloss Schönwalde wurde ab 1950 verpachtet.
- Gut Stahnsdorf: Auf den Gutsflächen war 1931 das Klärwerk Stahnsdorf errichtet worden, die Rieselfelder waren dem nachgeschaltet. Nach 1945 wurde das Klärwerk von den Potsdamer Wasserbetrieben betrieben.
- Gut Struveshof: Das Gut Struveshof wurde als soziale Einrichtung genutzt. Gütergotz (seit 2001 Güterfelde) wurde vom Bezirk Potsdam übernommen.
- Gut Tasdorf und Gut Vogelsdorf: Beide Güter wurden aufgeteilt – Teile gingen in den Bodenreformfonds, Teile wurden Eigentum der Landwirtschaftlich-Gärtnerischen Fakultät der Humboldt-Universität.
- Gut Werben: Das Gut in Werben ging komplett in den Bodenreformfonds.[75]

## Nebenbetriebe
Der erste Nebenbetrieb eines Stadtgutes war das Sägewerk in Hobrechtsfelde, das 1909 aus der Gutsstellmacherei hervorging. Das Sägewerk wurde 1922 um einen Holzverarbeitungsbetrieb mit Bau- und Sargtischlerei erweitert, wovon nach einem Brand 1928 allerdings nur die Sargtischlerei wiederaufgebaut wurde. Das Holzverarbeitungswerk war der Hauptabnehmer des Schnittgutes aus dem Sägewerk. Durch allmählichen Ausbau hatte es das Sägewerk schließlich auf eine Jahresleistung von rund 10.000 Festmetern Rundholz gebracht.
Ebenfalls in Hobrechtsfelde angesiedelt war das Fleischwerk, das aus einem einfachen, 1908 an einen Schweinestall angegliederten Schlachthaus hervorging. Die ursprüngliche Absicht war gewesen, die Schweine selbst schlachten zu können. Im Laufe der Jahre wurde das Schlachthaus zu einer Großschlächterei ausgebaut, deren Kapazitäten weit über den Bedarf der Berliner Stadtgüter hinausgingen. Abnehmer dieser Massen an Fleisch, für die sogar große Kühlräume gebaut wurden, waren hauptsächlich die Berliner öffentlichen Anstalten und die Berliner Volksspeisung. Da die aber in der Regel nur Schweinefleisch bzw. Rindergefrierfleisch abnahmen, ging die Zahl der Rinderschlachtungen zurück, da das Frischfleisch anderweitig schlecht abgesetzt werden konnte. Dagegen nahmen die Schweineschlachtungen stark zu. Das schlechtere Fleisch wurde von den Anstalten genommen, das bessere wurde zu Würsten verarbeitet, die zu guten Preisen verkauft werden konnten. Die Großschlächterei bot 60 Personen Arbeit.
Ein Nebenbetrieb, der völlig neu errichtet wurde, war die Mühle in Großbeeren. Die elektrisch betriebene Mühle brannte 1918 völlig aus und wurde 1922/1923 wieder aufgebaut. Sie war nach einer weiteren Modernisierung auf dem damals modernsten Stand und im Gegensatz zu anderen Nebenbetrieben der Stadtgüter mit dem besten Mühlenerzeugnissen Deutschlands konkurrenzfähig.
Ebenfalls neu errichtet wurde die Saatzuchtstelle in Kleinbeeren, die 1923 eingerichtet wurde, wo Versuche v. a. mit Gräsern und Kartoffeln angestellt wurden, denn dies waren die bedeutendsten Rieselprodukte. Gerade die Kartoffeln wurden auch auf Krebsfestigkeit und Frühreife gezüchtet. Der Betrieb der Saatzuchtstelle war zwar nicht wirtschaftlich, aber wegen der schwierigen Bedingungen auf den Rieselfeldern notwendig. So sollten denn die erhofften besseren Ernten den wirtschaftlichen Aufwand beim Betrieb der Saatzuchtstelle ausgleichen.

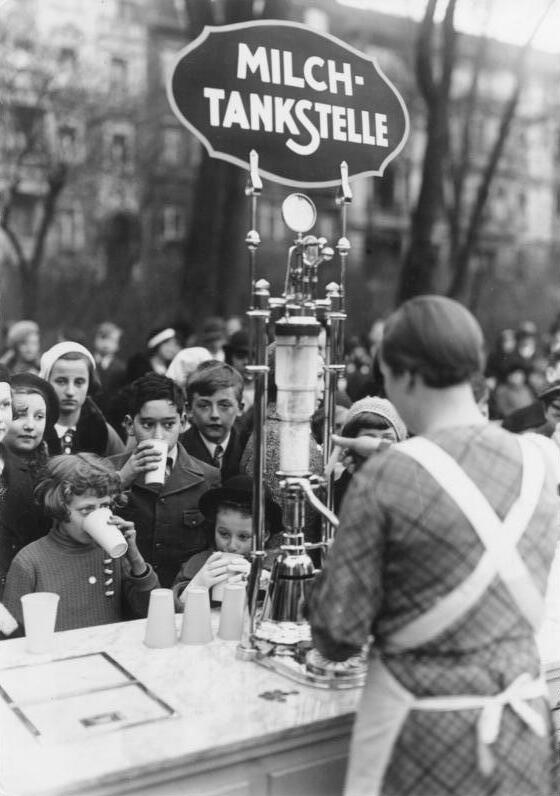
Der Milchverarbeitungsbetrieb in Weißensee richtete auch Milchtankstellen ein

Der sicherlich größte Nebenbetrieb war der Milchverarbeitungsbetrieb in Weißensee, der 1925 von den Berliner Stadtgütern übernommen und ausgebaut wurde. Bereits drei Jahre später, 1928, musste weiter ausgebaut werden und modernere Maschinen eingebaut werden. Ziel war es, eine gute, einwandfreie Vollmilch herzustellen, die auch für Kinder und Kranke geeignet war. Darüber hinaus sollten mehr Menschen dem Milchkonsum zugeführt werden, deswegen stellte der Milchwirtschaftsbetrieb Weißensee keine Konkurrenz zu bisherigen Betrieben dar, so wurde zumindest argumentiert. Um den allgemeinen Milchverzehr zu heben, wurden Schulen sowie Betriebe mit Milch beliefert; u. a. Siemens, AEG, die Bewag und das Zeitungs- und Buchdruckergewerbe bekamen Milch in Glasflaschen zugestellt. Die Betriebe stellten schnell fest, dass der Milchkonsum der Arbeitssicherheit zuträglicher ist, als der von Bier, weshalb die Betriebsleiter den billigen Verkauf von Milch auf Baustellen und in den Werken forcierten. An den Schulen wurde die Milch meist in Aluminiumbechern ausgeschenkt, so bekamen 1928 immerhin rund 40.000 Schüler bis zum 14. Lebensjahr Milch in der Schule (in Berlin gab es in der Altersgruppe rund 350.000 Schüler). Neben Schulen und Fabriken wurden außerdem Krankenhäuser, städtische Anstalten und in geringem Maße auch der Einzelhandel beliefert.
Die Milch, die in Weißensee verarbeitet wurde, kam nur zu ca. einem Drittel aus den Stadtgütern und zu zwei Dritteln von Molkereigenossenschaften und aus Privatgütern. Der tägliche Umsatz betrug 40.000 Liter Milch, was der Höchstkapazität des Betriebes entsprach. Sonntags lag der Umsatz allerdings weit niedriger, da keine Schule stattfand. Diese „Sonntagsmilch“ mussten die Lieferanten behalten und veredelt in Berlin absetzen.
Der stetig gewachsene Milchwirtschaftsbetrieb in Weißensee wurde 1950 aus der Landwirtschaft ausgegliedert und als eigenständiger Betrieb geführt, blieb aber weiterhin Teil der Berliner Stadtgüter.
Die kleinsten Nebenbetriebe stellten die Brennereien in Brusendorf, Buch, Lanke und Schmetzdorf dar. Sie produzierten in unmodernen Anlagen jährlich zwischen 125.000 und 225.000 Liter Weingeist, was ein äußerst geringer Ertrag war. Sie spielten auf dem Markt keine Rolle.
Die Zentralwerkstatt wurde 1949 in Buch durch die VVG Berlin eingerichtet. Im ehemaligen Kuhstall und auf dem Ochsenhof arbeiteten 50 Personen und reparierten Maschinen der Berliner Stadtgüter.
Im Jahr 1949 befand sich erstmals der VEB Sportplatzbau im Bestand der VVG Berlin, der jedoch so unrentabel arbeitete, dass er im Oktober 1953 in den VEB Tiefbau eingegliedert wurde und fortan nicht mehr zu den Stadtgütern gehörte. Der zuletzt gegründete Nebenbetrieb der Berliner Stadtgüter war das schon beschriebene Agrochemische Zentrum (ACZ), das 1976 den Betrieb aufnahm.

## Personalpolitik
Das Wichtigste waren für die Stadtgüter von Anfang an gute und zuverlässige Arbeitskräfte, die es zu locken galt. Während um 1903 noch Häuslinge aus dem städtischen Arbeitshaus Rummelsburg auf den Rieselfeldern beschäftigt wurden, musste man später auf deren „Hilfe“ verzichten. Ziel war eigentlich gewesen, diese Personen wieder der Arbeit zuzuführen, was auch in einigen Fällen tatsächlich gelang, doch fühlten sich die regulären Landarbeiter durch die Häuslinge, die als schlechter und unkultivierter Umgang galten, in ihrer Arbeit beleidigt und erniedrigt. Die Arbeiter brachten ihre Kinder dazu, andere Berufe als den des Landarbeiters zu ergreifen, um nicht mit den Häuslingen in Kontakt zu kommen. Die Stadtgüter sahen die Zahl ihrer zukünftigen Arbeiter schwinden und setzten die Häuslinge nicht mehr ein. Aufgrund der hohen Anziehungskraft der Stadt, wo die Arbeit einfacher und die Vergnügungsmöglichkeiten zahlreicher waren, musste gegen eine Landflucht angekämpft werden, was nur über das Angebot größeren Komforts erfolgversprechend war.

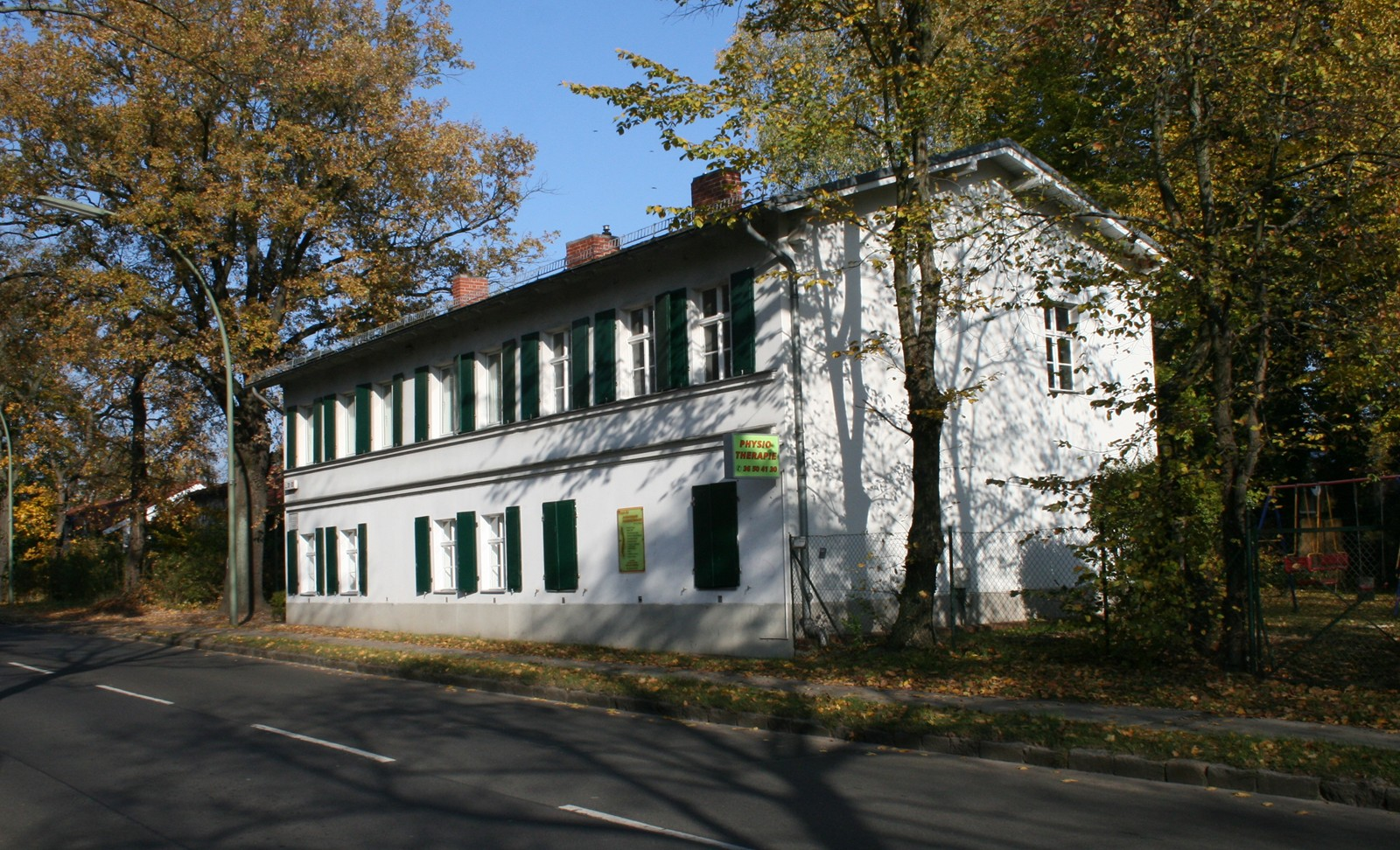
Wohnhaus für Arbeiter der Stadtgüter in Gatow

Die guten Wohnmöglichkeiten (teilweise mit Garten und Stallung) waren der größte Vorteil der Land- gegenüber der Stadtarbeit. So wurden auf den Gütern die Arbeiterwohnungen immer in gutem Zustand gehalten, denn man war der Meinung, dass eine gute Wohnung sich positiv auf die Psyche der Arbeiter auswirke und diese so bessere Arbeit leisteten. Auf vielen Gütern gab es Mehrfamilienhäuser für acht, vier und zwei Familien, wobei beobachtet werden konnte, dass die Zweifamilienhäuser, die zusätzlich über einen Garten verfügten, am beliebtesten waren und deswegen später nur noch solche Häuser gebaut werden sollten.
Diese attraktiven Häuser waren jedoch für Familien gedacht, auf alleinstehende Arbeiter, die wichtige Wander- und Saisonarbeiter für die Stadtgüter waren, übten die Familienwohnungen mit Garten und Stallung wenig Anziehungskraft aus. Die Stadt bot mehr Vergnügungsmöglichkeiten und eine angenehmere Arbeit, noch dazu bestand kein Bedarf an einem Eigenheim. Es galt, den Reizen der Stadt etwas entgegenzustellen. In Hobrechtsfelde und Albertshof wurden deswegen zwischen 1910 und 1913 Gemeinschaftshäuser mit 40 bzw. 26 Betten gebaut. Dort konnten die Alleinstehenden meist in sauberen Einzelzimmern wohnen und zahlten für die Säuberung, Heizung und Licht nur zwölf Mark pro Monat. Sie konnten dort verhältnismäßig preiswert essen und es gab gesellige Unterhaltungsmöglichkeiten. In einem Unterhaltungszimmer und auf der Kegelbahn konnte man sich vergnügen. In Hobrechtsfelde gab es zusätzlich einen Festsaal, in dem regelmäßig Veranstaltungen stattfanden. Auf anderen Gütern, die kein Gemeinschaftshaus bauten, wurden die Saisonarbeiter u. a. mit einem Brausebad gelockt, denn Duschen gab es zu dieser Zeit in städtischen Arbeiterwohnungen in der Regel nicht, und den Arbeitern standen Aufenthaltsräume mit Spieltischen sowie Radiogeräte zur Verfügung. Teilweise boten die Güter auch im Winter Arbeit, wenn Korbflechtarbeiten durchgeführt wurden. In den im Winter hergestellten Körben wurden dann im Frühjahr die empfindlichen Frühkartoffeln nach der Ernte transportiert. So versuchte man, sich einen Stamm zuverlässiger Wander- und Saisonarbeiter zu erhalten, was zumindest in Hobrechtsfelde und Albertshof gelang. Die Gemeinschaftshäuser dort wurden sehr gut angenommen, wobei dabei nicht etwa die Landflucht verhindert wurde: Fast alle Arbeiter kamen aus entfernten Provinzen und nicht aus Berlin.
Doch nicht immer war die Personalpolitik der Berliner Stadtgüter so vorbildlich. Als vor 1915 verrotteter Müll in Fürstenwalde auf 240 Morgen ausgebreitet werden sollte, wurden nicht etwa Landarbeiter rekrutiert, sondern Gefangene.
Nach dem Ersten Weltkrieg wurde erstmals ein städtischer Gutsarbeitertarif geschaffen, welcher aber mit der Gründung der Berliner Stadtgüter GmbH wieder aufgelöst wurde. Dafür trat ein Tarifvertrag zwischen der GmbH und dem Verband der Gemeinde- und Staatsarbeiter in Kraft. Er galt für „alle Arbeitnehmer der Betriebe und Verwaltungen der Berliner Stadtgüter GmbH, die nicht rein industriellen Charakter haben, mit Ausnahme der Beamten, Büroangestellten und dauernd mit Aufsichtsposten betrauten Personen, sowie der Schweizer, Schäfer, der ständigen Forstarbeiter und der Schnitter.“ Der Tarifvertrag behandelte vor allem den Kündigungsschutz ruhegeldberechtigter Arbeiter, den Krankengeldzuschuss und die Urlaubsvergünstigung. Dadurch fiel für viele Arbeiter die Ruhegeldberechtigung weg, was den Hintergrund hatte, dass man sich zukünftige Arbeitskräfte sichern wollte. Denn ohne Ruhegeld reichte die Rente nicht, um sich eine Wohnung zu leisten. Nur wer am 1. Juli 1923 bereits ruhegeldberechtigt war, behielt seine Ansprüche. Die Rentner sollten also zu ihren Kindern ziehen, die eine Wohnung hatten, wenn sie bei den Stadtgütern arbeiteten. Mit dem Wegfallen der Ruhegeldberechtigung bekamen die Arbeiter stattdessen die Reichsversicherung, eine Invalidenversicherung.
Obwohl die Güter sich sehr um ihre Arbeiter bemühten, wurden von der Berliner Stadtgüter GmbH auch Stellen abgebaut bzw. die Effizienz des Maschinenparks gesteigert. Wurden 1924/1925 noch 6,9 Arbeiter pro 100 Morgen benötigt, waren es 1926/1927 nur noch 6,3 Arbeiter auf 100 Morgen.

## Entwicklung ab 1990
Am 1. Juli 1990 wurden die VEG der Treuhandanstalt unterstellt und in Etappen an das Land Berlin rückübertragen. Ebenfalls in Berliner Besitz kamen das VEG Gartenbau, das VEG Champignon, das agrochemische Zentrum und die Kreisbetriebe für Landbetriebe (KfL).
Am 18. November 1991 wurde die Betriebsgesellschaft Stadtgüter Berlin mbH (BSB) gegründet, die ca. 25.000 ha Flächen im Land Brandenburg bewirtschaftete. Die BSB war in die Betriebsteile Albertshof, Birkholz, Lanke, Schönerlinde, Wansdorf, Joachimshof, Ribbeckshorst, Siethen, Sputendorf und Waßmannsdorf sowie die Hauptverwaltung gegliedert. Mit den übernommenen ca. 4000 Arbeitskräften betrieb die BSB Milchproduktion, Rinder- und Schweinemast, Schweinezucht, Pflanzen- und Gemüseproduktion und die Brennereien. Die Hauptaufgabe der Betriebsgesellschaft war die Bevorratung mit Flächen für das Land Berlin sowie die Bewirtschaftung und Entwicklung der Eigentumsflächen. In den ersten Jahren war die Entwicklung von massivem Stellenabbau und der Schließung unrentabler Betriebszweige geprägt. Es erfolgte eine Konzentration auf die Milchviehhaltung, die zugehörige Futterproduktion und die Bewirtschaftung der Waldflächen, die 1995 nicht in den Besitz der Berliner Forsten übergegangen waren.
Im Jahr 2000 wurde die Betriebsgesellschaft Stadtgüter Berlin mbH Mitglied in der Stiftungsinitiative der Deutschen Wirtschaft und leistete so einen Beitrag zur Entschädigung von NS-Zwangsarbeitern.
Da das Land Berlin nicht selbst aktiv Landwirtschaft betreiben und betriebsnotwendige Investitionen tätigen wollte, beschloss das Abgeordnetenhaus von Berlin 2001 die Abspaltung einer Liegenschaftsgesellschaft (Berliner Stadtgutliegenschafts-Management GmbH & Co. Grundstücks KG, BSGM), die die Flächen verwalten sollte. Die landwirtschaftlich tätige BSB sollte ohne den Verkauf der Flächen privatisiert werden, diese sollten als strategische Reserve erhalten bleiben. Am 1. Januar 2002 bestand die BSGM aus 48 Mitarbeitern, die einen Besitz von rund 16.000 ha verwalteten. Davon wurden ca. 11.000 ha an die BSB verpachtet, die weiterhin Landwirtschaft betrieb und mit 9500 Milchkühen bis 2003 Deutschlands größter Milchproduzent war.
Die Güter (Betriebsteile) der BSB wurden mit der Zeit als eigene Betriebe an private Betreiber veräußert, die einen Großteil ihrer Landwirtschaftsfläche von der BSGM gepachtet hatten. Am 1. September 2008 verschmolzen die BSGM und die leere Hülle BSB zur Berliner Stadtgüter GmbH.

## Die Berliner Stadtgüter-Gesellschaft seit Herbst 2008

### Aufgabenfeld
Die Gesellschaft betreibt selbst keine Landwirtschaft im klassischen Sinne mehr. Sie verpachtet und vermietet ihre Flächen und Immobilien an private Nutzer. In ihrem Eigentum befinden sich 16.742 ha Fläche, die im Land Brandenburg liegen. Die Hauptaufgabe ist das Management der Stadtgutflächen im Hinblick auf Freiflächensanierung, Siedlungsbegrenzung sowie Erhalt und Entwicklung der Landwirtschaft und des ländlichen Raumes. Weitere Aufgaben des Unternehmens sind die Auf- und Verwertung von Grundstücken, die Altlastensanierung, die Flächenbereitstellung für infrastrukturelle Maßnahmen, sowie für Ausgleichs- und Ersatzmaßnahmen und regenerative Energieerzeugung, und deren Bewirtschaftung.

### Immobilienmanagement
Die Berliner Stadtgüter GmbH bietet Geschäftsräume, Lagerhallen, Freiflächen, Werkstätten, Büroräume, Garagen und landwirtschaftliche und gärtnerische Nutzflächen sowie Freizeit- und Erholungsgrundstücke und Flächen zur Nutzung von regenerativen Energien zur Miete, Pacht oder durch Erbbaurecht an. Mit über 300 Immobilien sind die Stadtgüter ein wichtiger Partner für das regionale Gewerbe.
Außerdem führt die BSG Altlastensanierungen für Natur und Umwelt durch.

### Ausgleichs- und Ersatzmaßnahmen
Die Berliner Stadtgüter bieten ihre Flächen auch für Ausgleichs- und Ersatzmaßnahmen an, die aufgrund von ausgleichspflichtigen Bauvorhaben durchgeführt werden müssen. Das können beispielsweise Aufforstungen, Hecken, Bodenentsiegelungen, Offenlandpflegen und Gewässersanierungen sein. So wurde z. B. das Naturschutzgebiet „Schönerlinder Teiche“ vor einigen Jahren saniert.

### Erneuerbare Energien und Klimaschutz

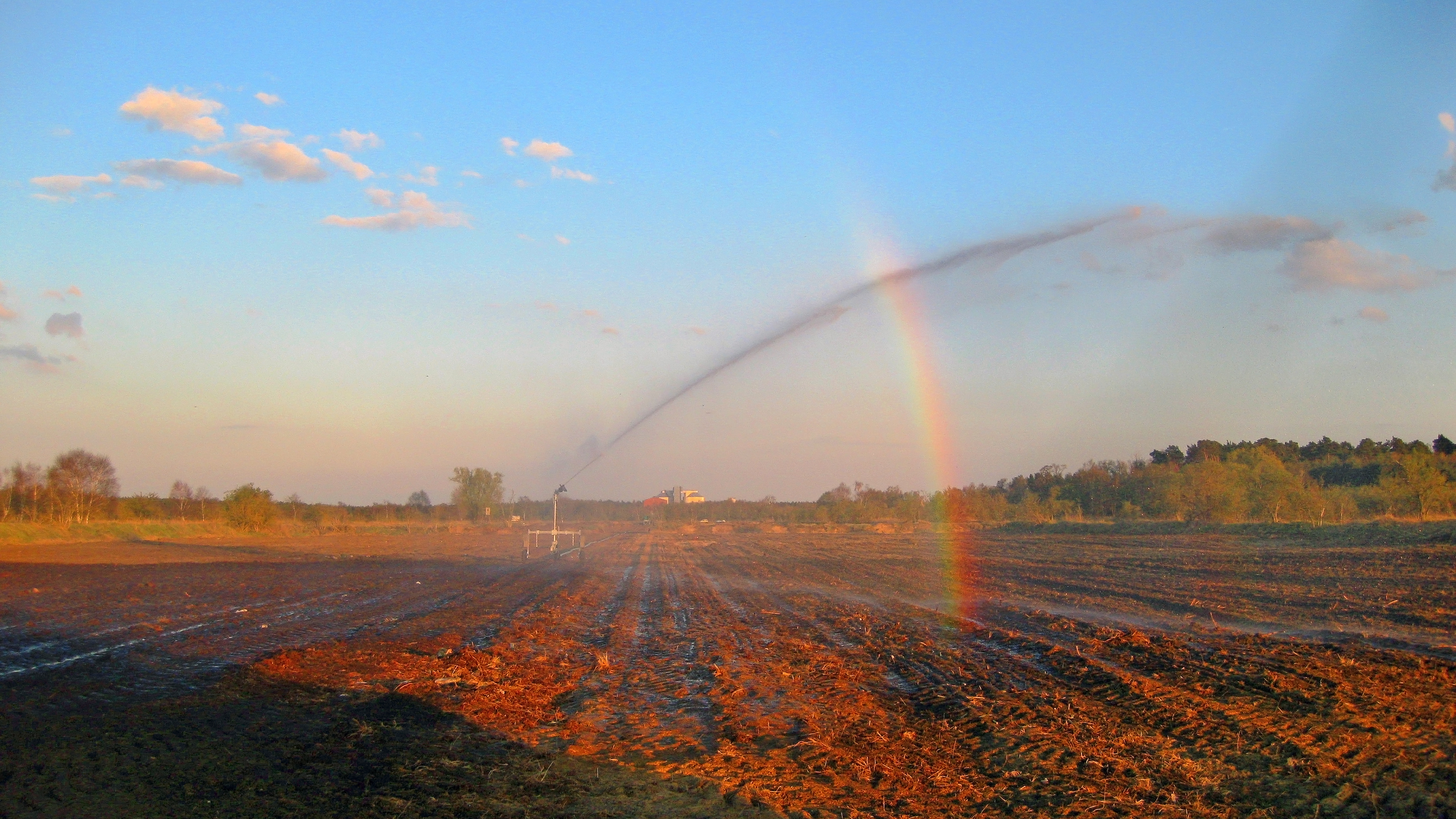
Beregnung mit Klarwasser in Wansdorf

Die Berliner Stadtgüter stellen Flächen für die Erzeugung regenerativer Energien zur Verfügung. So gibt es Solarparks auf dem ehemaligen Flugplatz Staaken und einer ehemaligen Bauschuttdeponie in Rüdersdorf. Außerdem werden auf Dächern von Gutsgebäuden eigene Solaranlagen betrieben.
Auch Biomasse wird auf den Flächen der Berliner Stadtgüter produziert, vornehmlich auf Rieselfeldern, wo der Anbau nicht mit der Lebensmittelproduktion in Konkurrenz steht. Auf den Rieselfeldern in Deutsch-Wusterhausen werden bereits Kurzumtriebsplantagen betrieben. Dort, wie auch auf den meisten anderen nicht mehr für die Verrieselung genutzten Rieselfeldern, leidet die Bewirtschaftung unter Wassermangel. Das ist ein verbreitetes Problem, da der Sandboden Wasser schlecht speichert und alte Drainagen zusätzlich entwässern. Daher wurde 2012 ein Pilotprojekt auf den Rieselfeldern in Wansdorf gestartet. Dort werden Energieholzfelder bedarfsgerecht mit Klarwasser aus dem Klärwerk Wansdorf bewässert. So werden nicht nur die ungenutzten Rieselfelder wieder aufgewertet, sondern der Wasserhaushalt der Region stabilisiert. Wasser länger in der Landschaft zu halten ist eine wichtige Maßnahme, um die extremen Temperaturen und Trockenperioden, die durch den Klimawandel zunehmen werden, ausgleichen zu können. Auf diese Weise leisten die Berliner Stadtgüter nicht nur einen Beitrag zum Klimaschutz, indem die Emissionen von Treibhausgasen wie CO2 vermindert werden, sondern sie erreichen auch eine sinnvolle Nachnutzung der eigenen Rieselfelder.
Auf den Flächen der Berliner Stadtgüter stehen 45 Windenergieanlagen, darunter die leistungsstärkste in Danewitz mit einer Leistung von 6,8 MW (Stand: 2025). Insgesamt werden auf den Flächen der Stadgüter durch fast 50 Wind- und Photovoltaikanlagen rund 170 MW Leistung für die Erzeugung von grünem Strom bereitgestellt. Ein Agri-Photovoltaik-Projekt auf 70 Hektar Stadtgüterfläche in der Gemeinde Schönefeld ist in Planung.

### Erlebnispfade und Umweltbildung

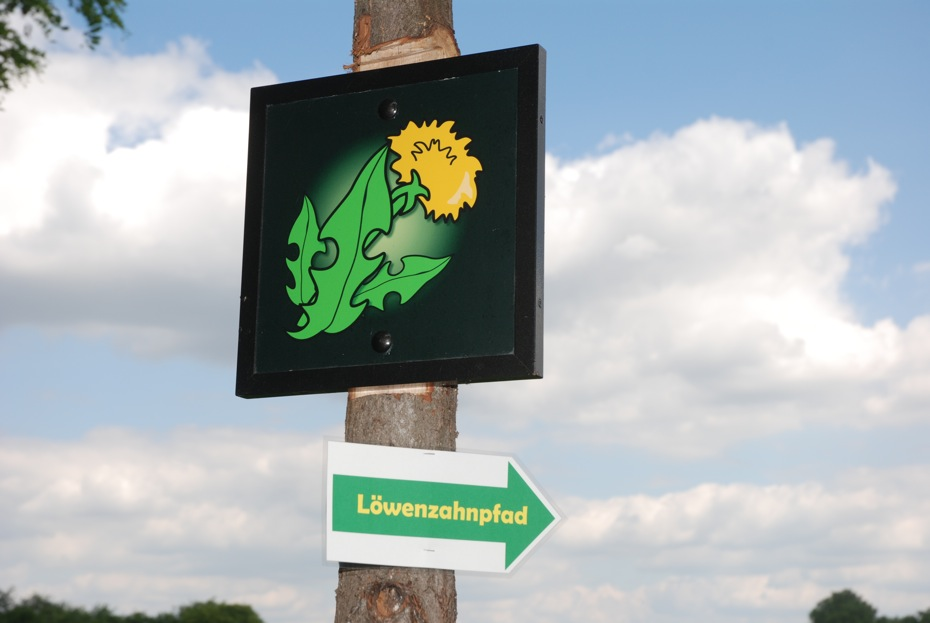
Löwenzahnpfadwegweiser in Schönerlinde

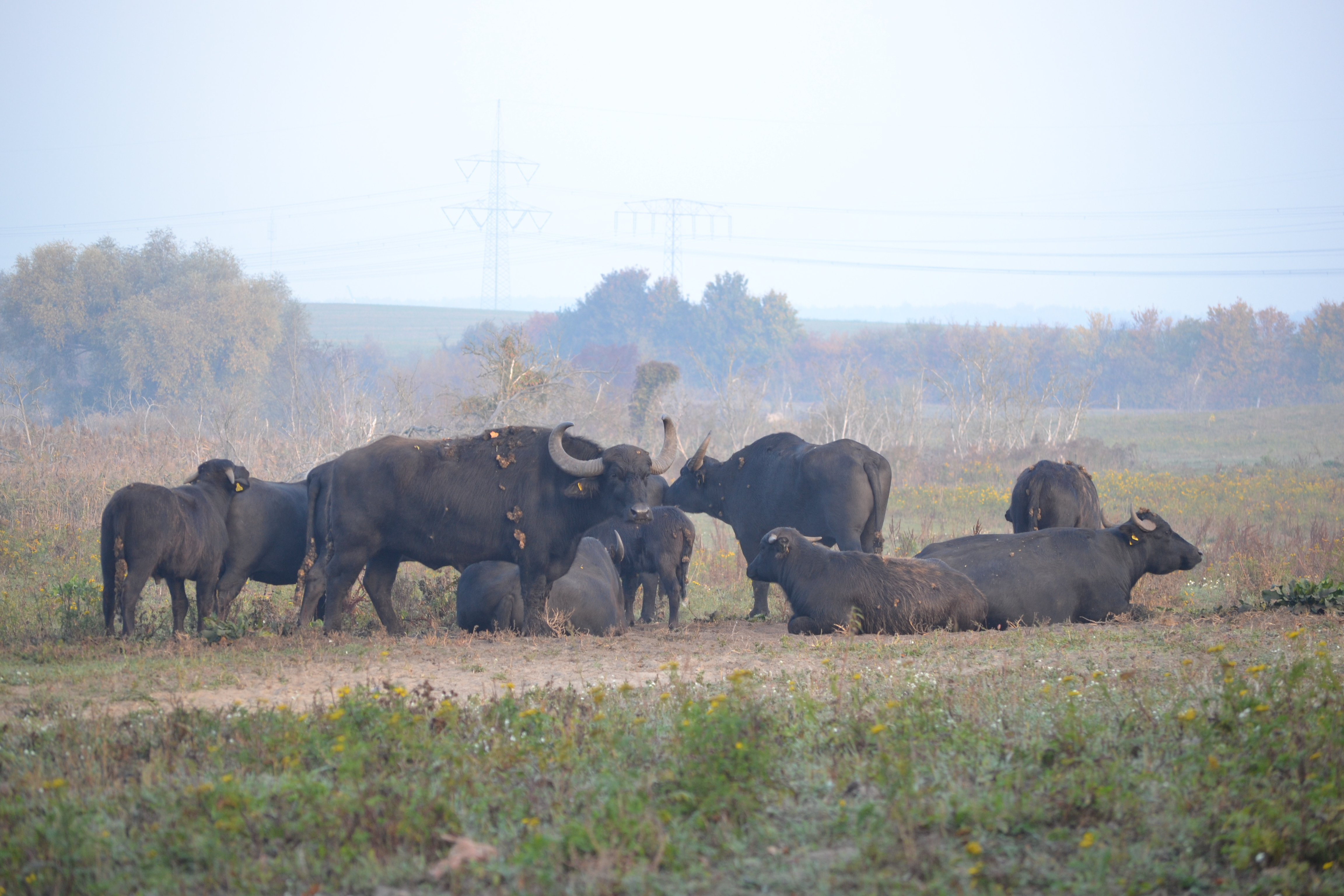
Wasserbüffel an den Schönerlinder Teichen.

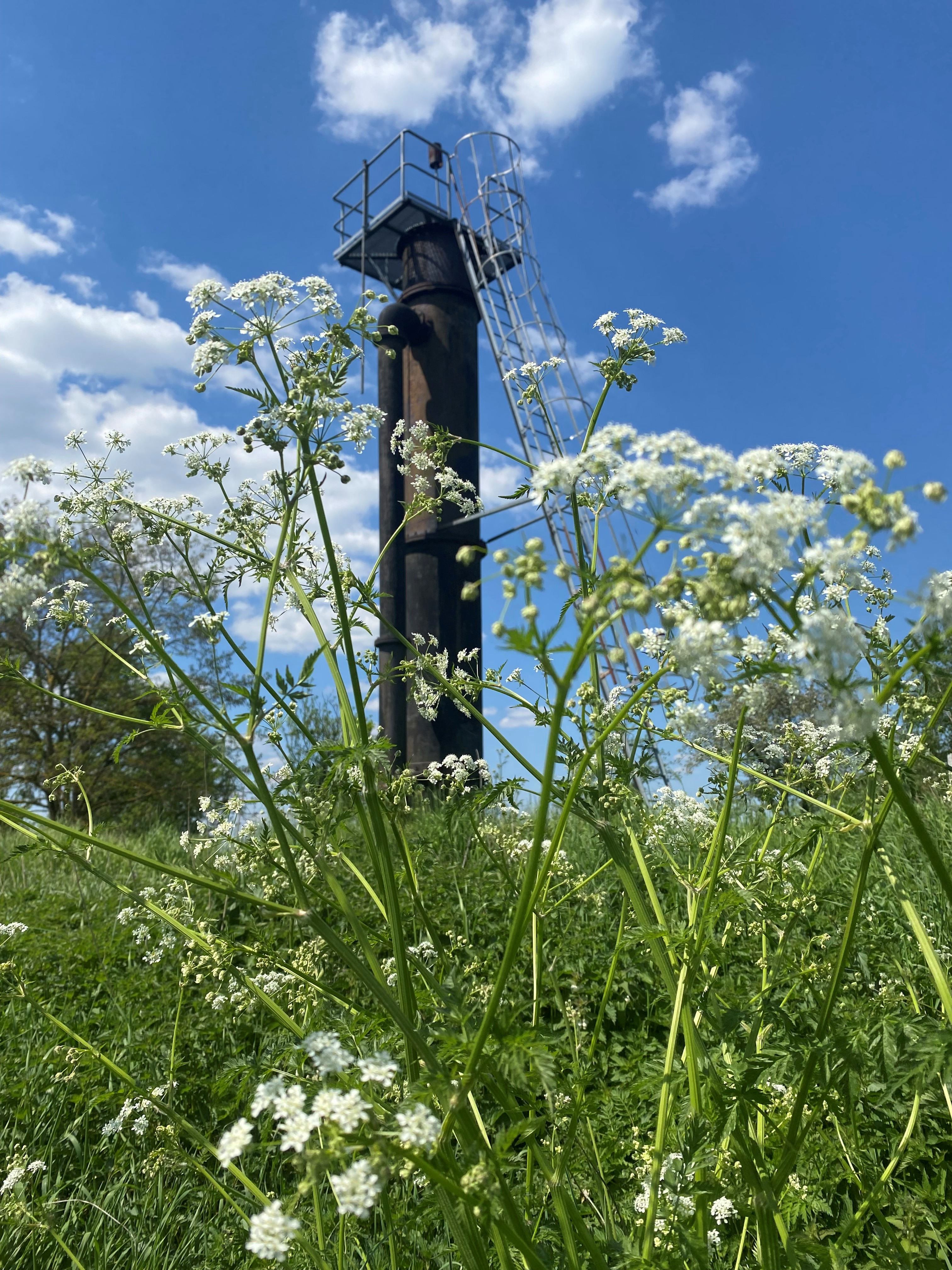
Standrohr am Denkmalpfad in Großbeeren

Mit Veranstaltungen und stadtnahen Spazierwegen und Informationsportalen informieren die Berliner Stadtgüter über die Geschichte und aktuelle Nutzung ausgewählter Orte auf ihren Flächen. Das Online-Portal „Stadtgüter (er-)leben!“ macht diese Projekte auch virtuell zugänglich.

### Löwenzahnpfad
Der Löwenzahnpfad in Schönerlinde ist ein Naturerlebnispfad im Naturpark Barnim. Er informiert über die Geschichte der Berliner Stadtgüter, erklärt die Bedeutung der Schönerlinder Teiche als Nachklärteiche der historischen Rieselfeldwirtschaft und als Lebensraum für bedrohte Vogelarten. Interaktive Stationen, eine Aussichtsplattform und Geocaching machen den Pfad besonders interessant für Kinder und Familien. Entstanden ist er 2009 zum Jubiläum der Sendung Löwenzahn in Zusammenarbeit mit dem ZDF, den Berliner Stadtgütern, dem Verband Deutscher Naturparke  und regionalen Partnern. Der rund vier Kilometer lange Pfad durch das Naturschutzgebiet verbindet Naturerlebnis, Bildung und Artenschutz und ist gut mit dem öffentlichen Personennahverkehr zu erreichen. Rund um die Schönefelder Teiche werden Wasserbüffel und Konikpferde ganzjährig als Landschaftspfleger eingesetzt, die vom Pfad aus beobachtet werden können.

### Denkmalpfad
Die stillgelegte Rieselfeldanlage in Großbeeren ist ein Zeugnis der Berliner Stadt- und Technikgeschichte. Der Denkmalpfad am Technikdenkmal Rieselfeld Großbeeren zeigt auf einem rund zwei Kilometer langen Rundweg die Geschichte und Funktionsweise der ehemaligen Berliner Rieselfeldanlage. Sieben Stationen erklären das Rieselfeldsystem vom historischen Standrohr bis zum Abzugsgraben. Heute sind die Flächen wertvoller Lebensraum für seltene Arten. Der Pfad entstand in Zusammenarbeit der BERLINER STADTGÜTER GmbH, der Gemeinde Großbeeren und dem Landschaftspflegeverein Mittelbrandenburg e. V.

### Mauerbienchen

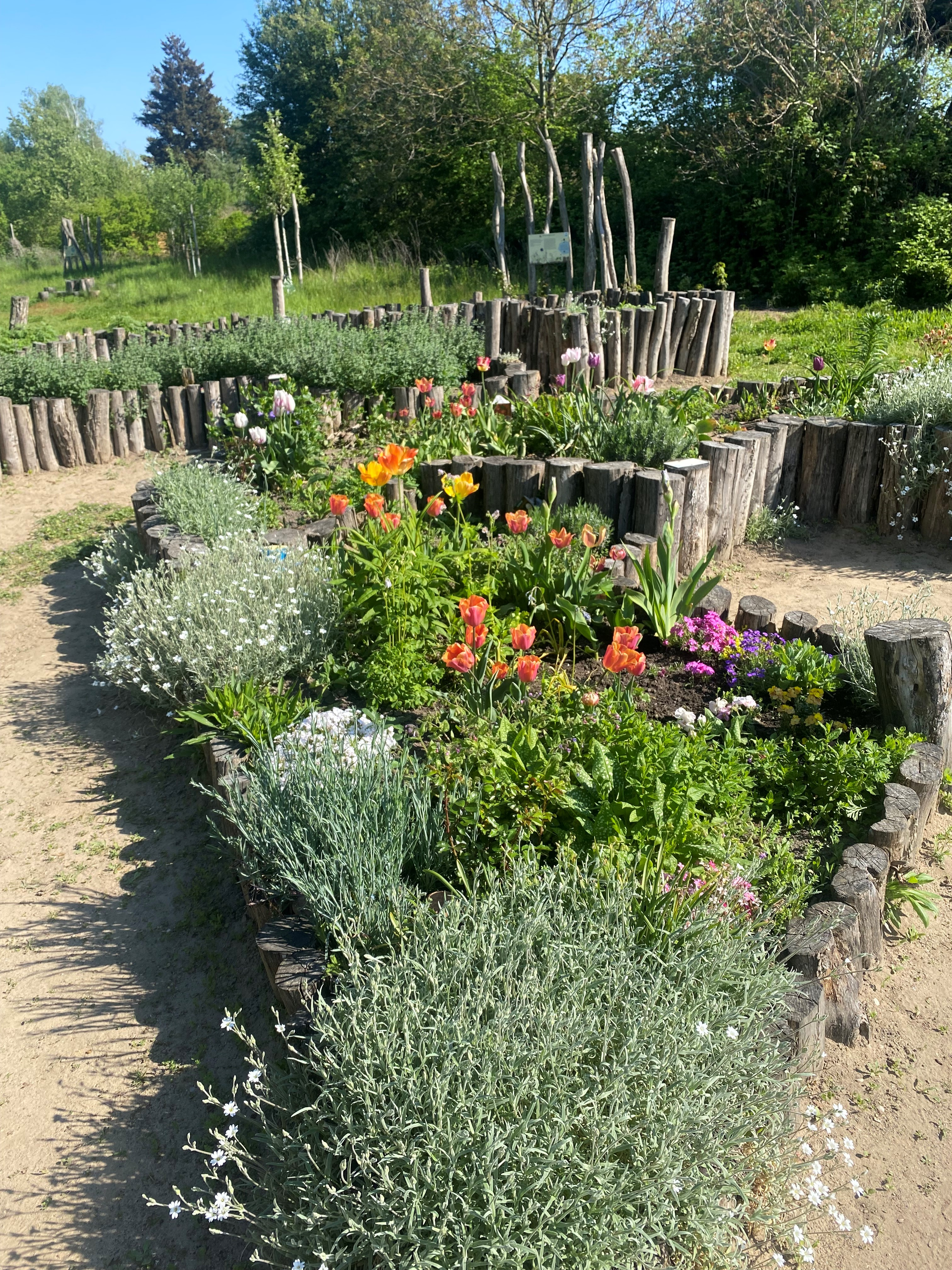
Mauerbienchen im Sommer 2023

2021 eröffnete die BERLINER STADTGÜTER GmbH das Mauerbienchen. Die „Bestäuberoase am Stadtrand“ befindet sich am Mauerweg zwischen Berlin-Neukölln und der Gemeinde Schönefeld, Brandenburg. In Zusammenarbeit mit Nachbarn, Schulen und Kitas der Umgebung wurden Mitmachbeete angelegt. Ein Wissensparcours mit illustrierten Schilder informiert über betäubende Insekten. Englische, türkische, polnische und spanischen Übersetzungen der Schilder sind online nachzulesen. Die Erlebniswiese mit Streuobstwiese ist vom Mauerweg aus frei zugänglich und immer geöffnet.

## Weitere Literatur
- Klaus D. Grote: Im Vorgarten von Berlin. Naturschutzgebiete und erneuerbare Energien auf alten Rieselfeldern. In: Märkische Allgemeine, 20. August 2014, S. 19.